# Einrad

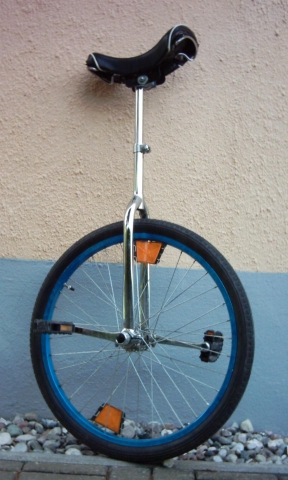
Einrad 24 Zoll, Drahtbügel als Sattelschoner

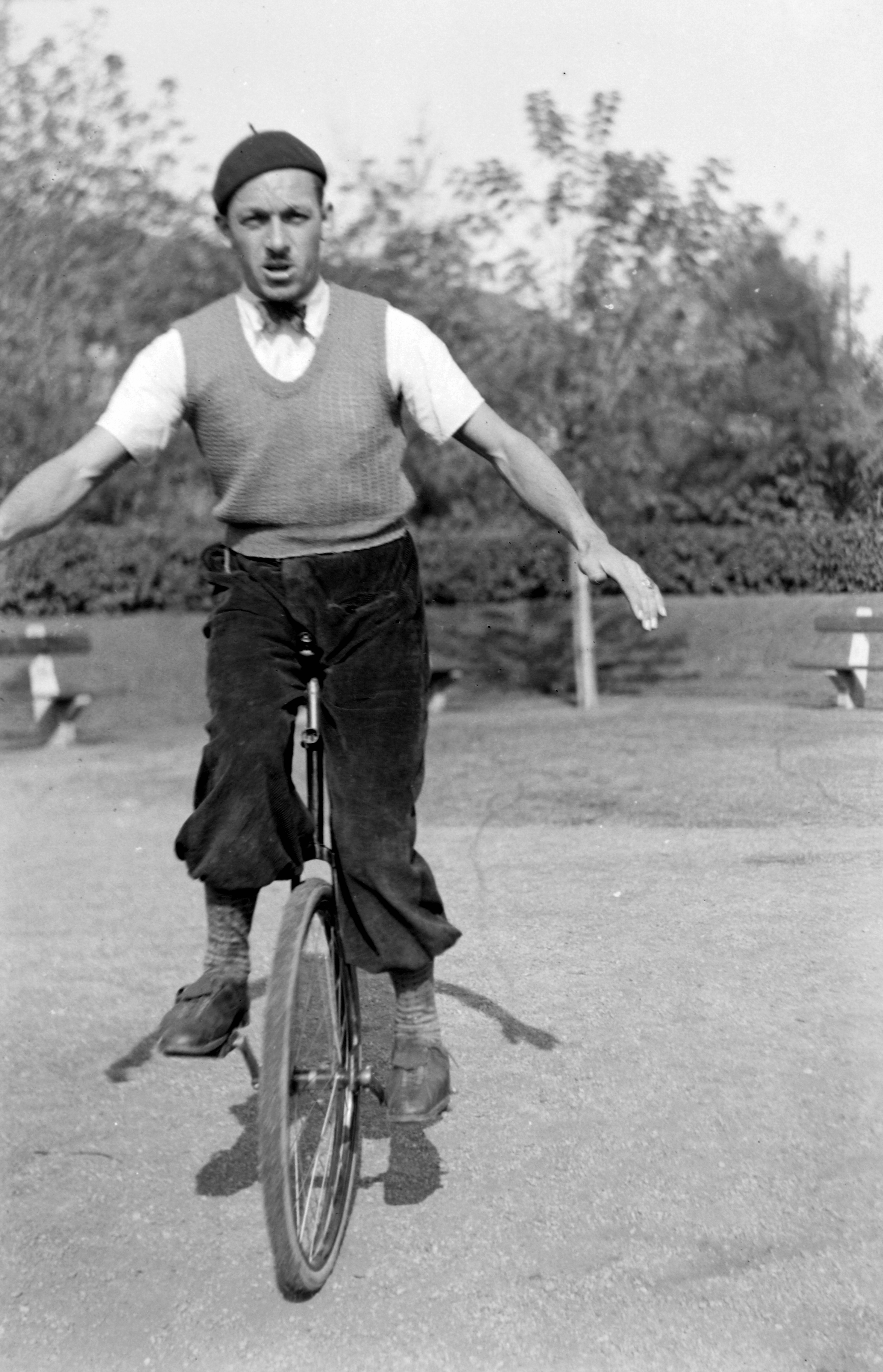
Mann auf Einrad

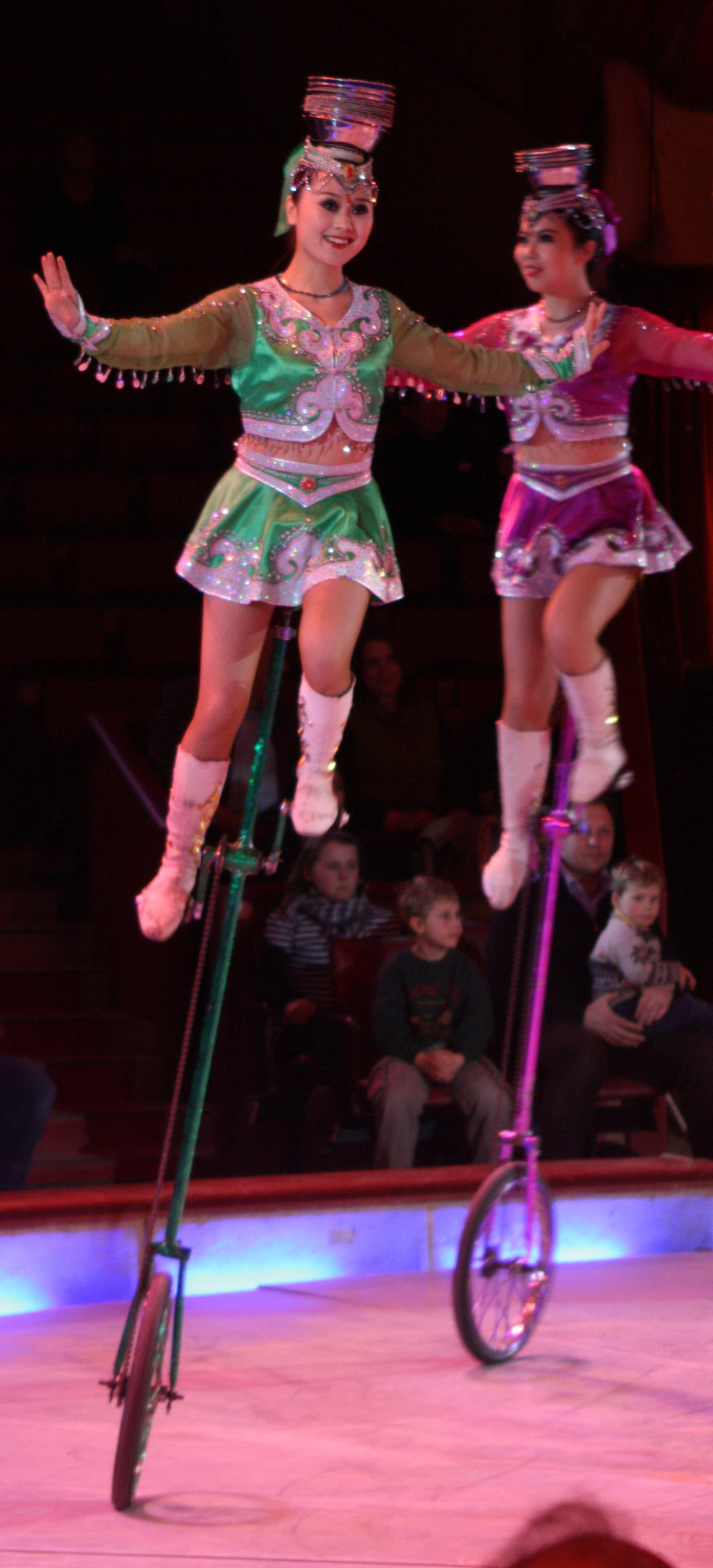
Giraffeneinrad im Zirkus

Das Einrad ist ein Fahrzeug, das – idealisiert – nur mit einem Punkt (dem Rad) den Boden berührt. Meist versteht man darunter ein mit Muskelkraft angetriebenes Pedalfahrzeug, das vor allem als Sportgerät, aber auch von Artisten im Zirkus oder Varieté genutzt wird. Es kann als Sonderform eines Fahrrads, insbesondere Hochrads gesehen werden.

## Konstruktion und Funktion

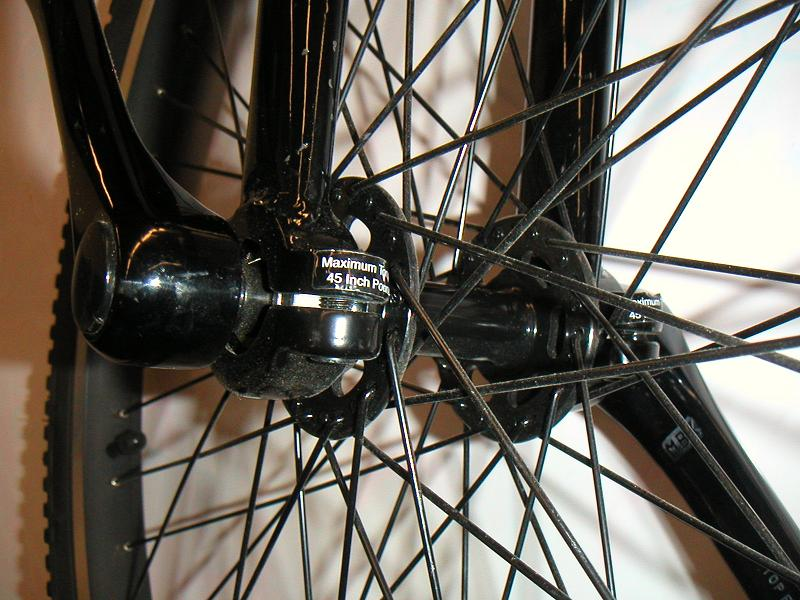
Einradnabe

Die wichtigsten Bestandteile eines Einrads sind: Das Rad (dazu gehören die Felge, der Schlauch, der Reifen, die Speichen, die Nabe und die Achse), die Kurbeln, die Pedale, die Gabel, die Sattelstütze, die Sattelklemme und der bananenförmige Sattel. Das Rad ist ähnlich aufgebaut wie bei einem Fahrrad, allerdings gibt es bei einem Einrad eine spezielle Nabe, in der die Achse integriert ist. Die Kurbeln sind über die Tretlagerwelle fest mit der Radnabe verbunden. Dadurch wird die Drehung der Pedale direkt auf das Rad übertragen. Anders als beim Fahrrad gibt es keinen Freilauf – gebremst wird durch Muskelkrafteinwirkung auf das Pedal gegen die Drehrichtung der Kurbel. Die Gabel ist an den Lagern der Achse befestigt, während die Kurbeln am Ende der Achse festgemacht sind. Die Sattelstütze verbindet die Gabel mit dem Sattel.

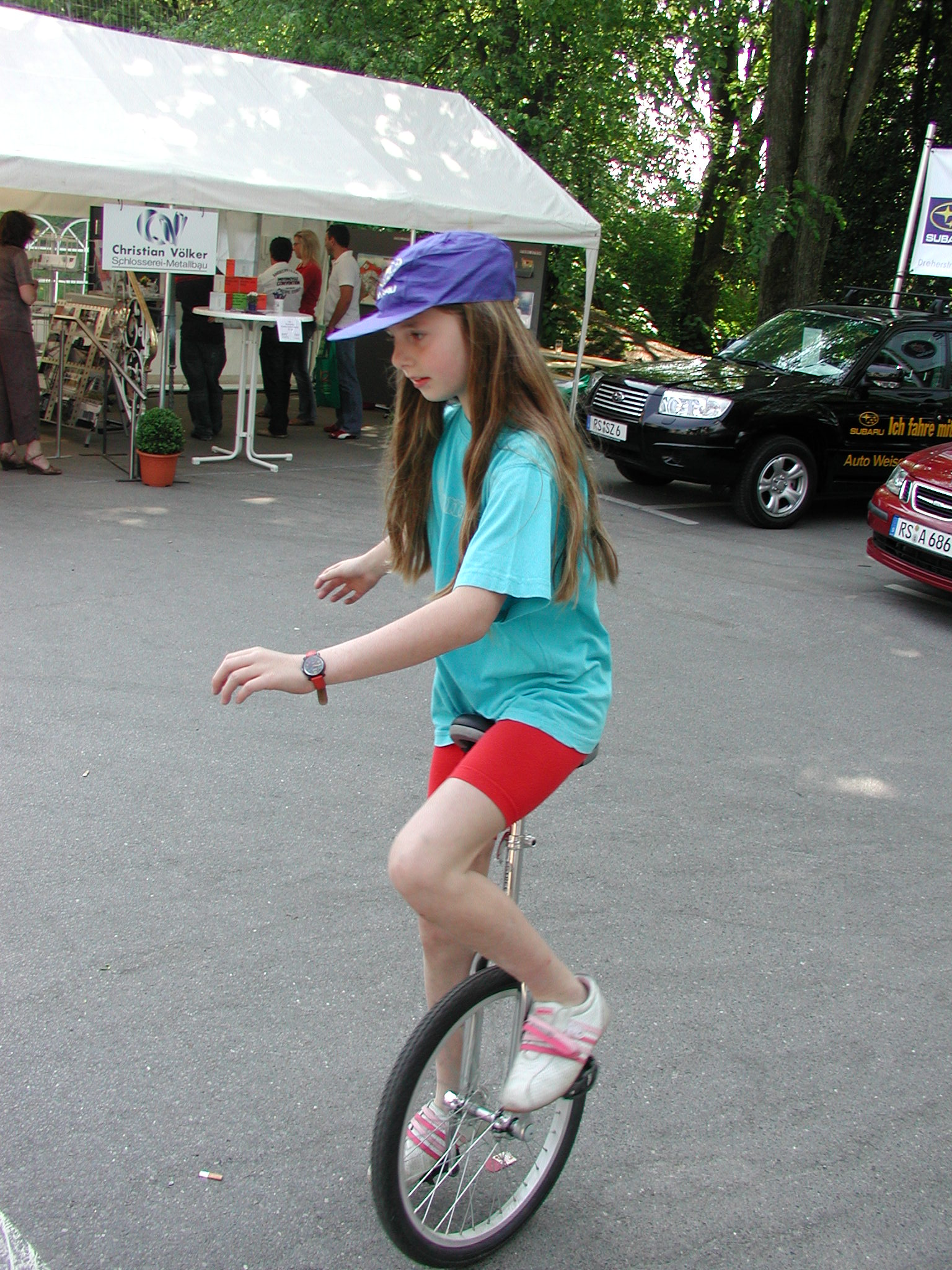
Einradfahrerin

### Physik des Einradfahrens
Das Einrad ist eine Art inverses Pendel. Der Schwerpunkt des Gesamtsystems aus Einrad und Fahrer befindet sich oberhalb des Drehpunktes. Damit das System aus Einradfahrer und Einrad unter dem Einfluss der Schwerkraft nicht umfällt, muss der Fahrer das System ständig aktiv durch Balancieren in einem labilen mechanischen Gleichgewicht halten. Der Fahrer sitzt dabei freihändig senkrecht über der Radnabe auf dem Bananensattel und tritt zwecks Bewegung und Balance in die Pedale – ähnlich wie beim Fahrrad.
Geübte Einradfahrer können ohne Bewegung – im Stillstand – auf dem Rad balancieren. Dabei muss der Fahrer den Körperschwerpunkt lotrecht über der Auflagefläche des Rades halten.
In der Bewegung muss ein labiles Gleichgewicht hergestellt werden, indem das sogenannte Scheinlot – die Resultierende aus Schwerkraft und Fliehkraft – durch die Unterstützungsfläche geführt wird. Durch das so genannte Pendeln, bei dem der Einradfahrer das Rad eine halbe Umdrehung vor- und zurückbewegt, kann das Einrad auch quasi auf der Stelle gehalten werden.
Das Balancieren eines Roboter-Einrads, Segways oder Eunicycles stellt in der Regelungstheorie ein interessantes Problem dar.
Da die Belastungen beim Einrad aufgrund der Kraftverteilung auf nur ein Rad an manchen Stellen – etwa an den Speichen – höher ausfallen als beim Fahrrad, eignen sich normale Fahrradteile nicht ohne Weiteres, um daraus ein Einrad zusammenzubauen. Dazu kommt, dass Einrad-Bestandteile wie Sattel oder Gabel anders geformt sind als beim Fahrrad.
Einräder gibt es in verschiedenen Größen, von Miniatureinrädern mit einer Radgröße von 12 Zoll bis zu großen Einrädern mit einem Raddurchmesser von 50 Zoll. Die verbreitetsten Größen sind Räder mit einem Durchmesser von 20 und 24 Zoll. Bei den vielen verschiedenen Arten von Einrädern, wie zum Beispiel Freestyle-Einrad, Trial-Einrad, MUni, Giraffe und Langstrecken-Einrad sind die verschiedenen Bauteile auf den jeweiligen Zweck des Einrads ausgerichtet. Kleinere Einräder sind wendiger und eignen sich so besser für Einradtricks, größere Einräder laufen ruhiger und ermöglichen höhere Geschwindigkeiten. Ähnlich verhält es sich mit der Kurbellänge: Kürzere Kurbeln ermöglichen ein schnelleres Treten, was beispielsweise für das Fahren von Pirouetten vorteilhaft ist, lange Kurbeln bieten mehr Kontrolle, was gut zum Geländefahren ist. Einräder mit einer eckigen Gabel ermöglichen es, bei verschiedenen Tricks die Füße darauf zu stellen.

## Verschiedene Einräder

### Freestyle-Einrad
Das Freestyle-Einrad wird allgemein für Freestyle und Flatland Skills verwendet. Es hat normalerweise eine relativ hohe Sattelstütze, einen schmalen Sattel und eine eckige Gabel, die für Einbein-Tricks verwendet wird. Ein Freestyle-Rad hat normalerweise einen Raddurchmesser von 20 Zoll, kleinere Fahrer verwenden auch Freestyleräder mit 16 oder 18 Zoll und es gibt auch Fahrer die 24-Zoll-Räder beim Freestyle verwenden.

### Renn-Einrad
Renn-Einräder, meist als Rennhexe oder Race Witch bezeichnet, sind speziell auf die Bedürfnisse des Einradrennens und das dabei geltende Reglement der IUF abgestimmt. Dabei kommen 24-Zoll-Laufräder zum Einsatz; der Außendurchmesser des Reifens liegt so nah wie möglich am erlaubten Maximaldurchmesser. Es werden Rennrad-Reifen verwendet, die sehr schmal sind und mit hohem Druck gefahren werden. Die Kurbellänge liegt beim erlaubten Minimum von 125 mm. Im Gegensatz zu den sonst üblichen 100 mm Lagerabstand werden meist kürzere Naben mit 84 mm Lagerabstand verwendet, die Gabel wird zudem nach oben schmaler. Durch die kürzere Achse rücken die Pedale näher zusammen, das heißt, der Q-Faktor wird kleiner, was einen ruhigeren Lauf ermöglicht. Renneinräder werden mittels Leichtbauweise auf minimales Gewicht getrimmt.

### Trial-Einrad
Trial-Einräder sind besonders stabil konstruiert, um den Anforderungen des Einrad-Trials gerecht zu werden und die Kräfte, die etwa beim Springen und Aufsetzen entstehen, auszuhalten. Auch die Kurbeln und Pedale sind robuster gebaut, um den Belastungen standzuhalten. Hier haben sich vor allem Vielzahnnaben und die dazugehörigen Kurbeln bewährt, die allerdings teurer als Standard-Vierkantnaben sind. Viele Trial-Einräder sind mit dicken 20-Zoll-Reifen ausgestattet, um so einen Teil des Stoßes beim Springen aufzufangen. Aufgrund des dicken Reifens werden oft 19-Zoll-Felgen verwendet, um einen ähnlichen Außendurchmesser wie bei Standard 20-Zoll-Reifen zu erreichen.

### Offroad-Einrad („MUni“)

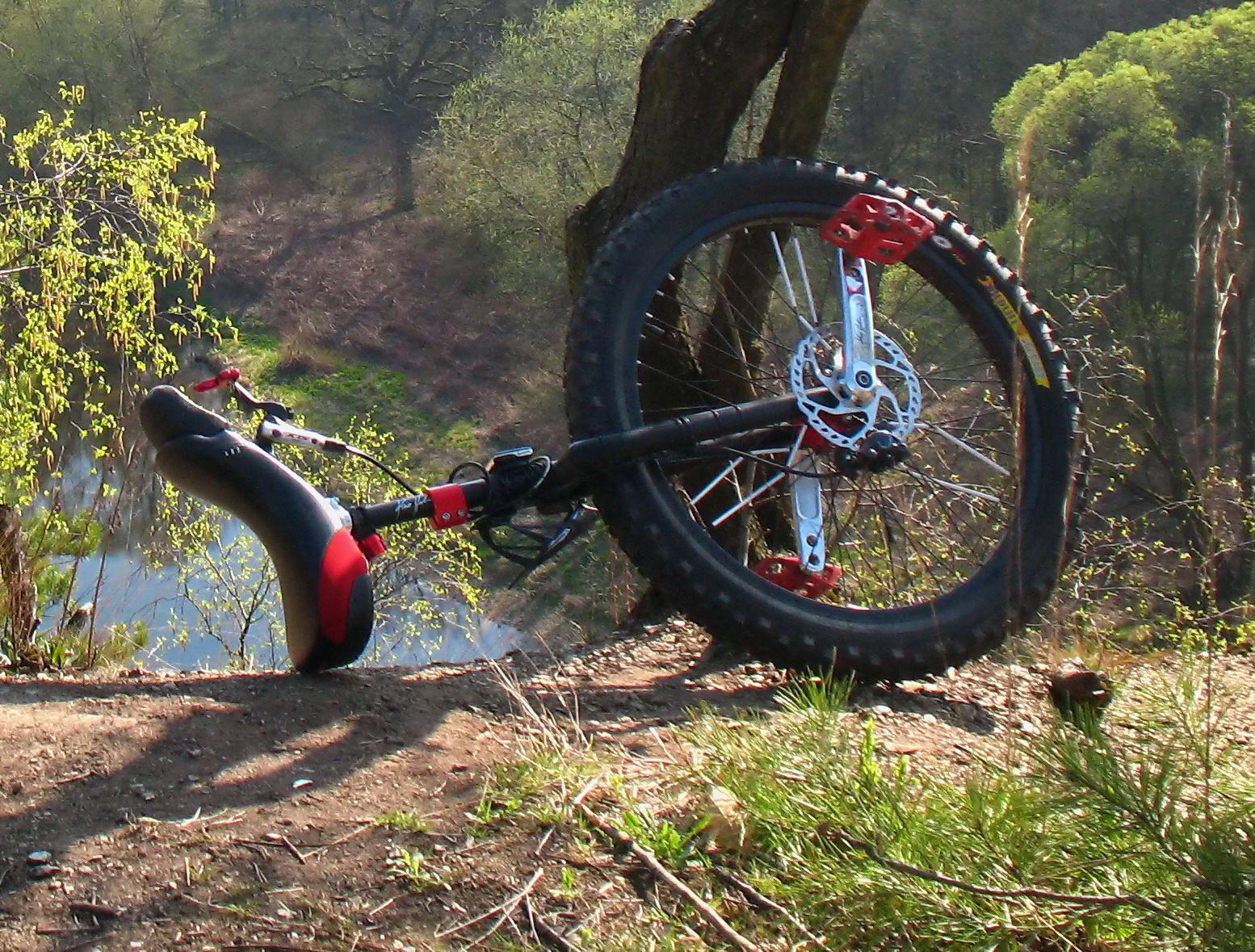
24 Zoll MUni mit Scheibenbremse (EDB Standard), Mehrlochkurbeln zur Variation der Kurbellänge

„MUni“ ist die Abkürzung für Mountain Unicycle, zu Deutsch Berg-Einrad, und bezeichnet die Mountain-Bike-Variante des Einrads. Das MUni ist speziell für das Fahren im Gelände konzipiert. Es besteht zum Teil aus denselben Komponenten wie ein Trial-Einrad, es gibt jedoch ein paar Unterschiede. Normalerweise hat ein MUni einen Raddurchmesser von 24 bis 29 Zoll und einen breiten Stollenreifen mit grobem Profil. Das ermöglicht es dem Fahrer, leichter über verschiedene Hindernisse wie Wurzeln oder Steine zu fahren. Hinzu kommen die sehr stabile Nabe und Pedale, die sehr guten Halt bieten. Auch der Sattel ist meist dicker und bequemer, um das Fahren im Gelände etwas angenehmer zu machen. Ebenso ist er oft steiler angestellt, um die Sitzlast mehr nach hinten zu verlagern. So kann überall dort gefahren werden, wo mit einem herkömmlichen Einrad kein Weiterkommen ist, also: Off-Road, auf Felsen, auf Gras, im Sand, auf Schnee oder Eis. An vielen MUnis sind auch Bremsen montiert, die vor allem bei steilen Abfahrten zum Einsatz kommen und die Muskeln des Fahrers entlasten. Hydraulisch betätigte Felgenbremsen wurden, wie auch im Fahrradbereich, durch Scheibenbremsen ersetzt. Die Bremsscheibe sitzt dabei entweder an der Nabe (Innerhalb der Gabel) oder an der Kurbel (Außerhalb der Gabel, EDB (External Disk Brake) Standard). Die Bremszange wird entweder an der Gabel oder der unteren Lagerschale befestigt. Der Bremsgriff sitzt entweder unter dem Sattel oder an einem Griff vor dem Sattel.

### Touring-Einrad
Das Touring-Einrad ist für lange Strecken konstruiert. Ein Touring-Einrad hat einen großen Raddurchmesser zwischen 26 und 36 Zoll. Dadurch wird mit einer Pedal-Umdrehung eine größere Strecke zurückgelegt. Der Trend zum Einrad mit großem Raddurchmesser wurde durch ein 36-Zoll-Einrad der Firma Coker Tire ausgelöst. Einräder werden auf langen Strecken und mit Rucksackgewicht – vorne gerne mit schmalem Lenker (T-bar) mit nach vorne stehenden bar-ends gefahren, um den Sitzbereich zu entlasten. Das Abstützen der Arme erlaubt eine zweite Oberkörperhaltung. Ein löffelförmiger Einfinger-Bremshebel kann dann auch zwischen diesen bar-ends enden.
Florian Schlumpf (Urenkel von Johann Georg Schlumpf) und Kris Holm entwickelten um 2005 ein „GUni“ (geared unicycle). Die Getriebenabe KH/Schlumpf weist neben dem Direktgang einen 1:1,5-Schnellgang auf, kann in beide Richtungen gefahren und eingebaut werden, ist sprungfest und wird durch einen Stift geschaltet, der je nach Schaltzustand rechts oder links aus der Tretachse einen Schaltknopf vorstehen lässt. Könner schalten per Fersenkick auch während der Fahrt. siehe hierzu: Schlumpfdrive.

### Spezielle Einräder
Giraffe: (auch Hoch-Einrad; außerdem, wenn auch doppeldeutig: Hochrad, Stangenrad oder Eifelrad): Giraffen sind Einräder, bei denen die Tretachse nicht mit der Radachse identisch ist. Durch einen verlängerten Rahmen (Gabel und Sattelrohr) und Kettenantrieb wird die Tretachse senkrecht nach oben verschoben und liegt oberhalb des Laufrades. Der Fahrer sitzt somit höher, ohne dass sich für ihn der Abstand zwischen Sattel und Pedal ändert. Die niedrigsten Giraffen haben das Tretlager schon wenig über der Laufradoberkante und werden oftmals als Pinguin-Einräder bezeichnet. Mit steigender Höhe sind Giraffen zunehmend schwieriger und gefährlicher zu fahren. Am häufigsten sind Giraffen mit einer Sattelhöhe von 1,50 m bis 2,50 m anzutreffen, geübte Fahrer können auf diese noch frei aufsteigen. Die höchste je gefahrene Giraffe war 35 m hoch und wurde 2004 von Sem Abrahams gefahren. Für Giraffen werden meist Tretkurbeln, Innenlager und Naben aus dem Fahrradbereich verwendet, das Antriebsritzel hat meist um die 20 Zähne, das Abtriebsritzel in der Regel einen Zahn mehr oder weniger. Die Radachse sitzt in einem vertikalen Ausfallende und ist mit Kettenspannern versehen. Große Giraffen sind oft für den Transport in Einzelsegmente zerlegbar. Da mit zunehmender Höhe auch die mechanische Belastung auf den Rahmen steigt, werden bei Giraffen ab einer Höhe von etwa 5 Metern Gitterrohrrahmen verwendet. Um ein Verbiegen des Rahmens durch die Zugkraft der Kette zu vermeiden sowie um die Antriebssteifigkeit zu erhöhen, werden große Giraffen oft mit zwei parallelen Ketten und kleineren Ritzeln versehen.
Twice: ist ein Einrad, bei dem zwei Räder übereinander montiert sind, sodass nur ein Rad den Boden berührt. Das obere Rad wird wie bei einem normalen Einrad über eine starre Achse, an der die Kurbeln befestigt sind, angetrieben. Es berührt unten die Oberseite des unteren Rades und treibt dieses durch Reifenreibung an. Um vorwärtszufahren, muss rückwärtsgetreten werden.
Trice: ist die dreirädrige Version des Twice: Das obere Rad treibt das mittlere an, welches das untere Rad antreibt. Somit kann wie gewohnt vorwärtsgetreten werden, um vorwärtszufahren.
Geared Unicycle (GUni): ein Einrad mit Übersetzung, dessen Rad sich schneller dreht als die Trittfrequenz. Seit 2008 ist eine spezielle Nabe mit zwei Gängen im Verhältnis 1:1 und 1:1,5 (Schnellgang) auf dem Markt. Damit kann vom geübten Radler auch während der Fahrt das Übersetzungsverhältnis verändert werden. Es wird für Rennen und Langstrecken verwendet.
Kangaroo Einrad: Bei diesem sind die Kurbeln so montiert, dass sie beide in dieselbe Richtung zeigen, auch sitzt die Achse etwas exzentrisch im Rad. Auf dieser Konstruktion treten beide Beine nach unten und der Sattel samt Körper hebt sich dabei – dann umgekehrt. In Fahrt erinnert dieses Auf und Ab an das Springen eines Kängurus.
Ultimate Wheel: Ein Einrad ohne Gabel oder Sattel, das nur aus einem Rad und Pedalen besteht, die direkt drehbar in der meist als Vollscheibe ausgelegten Felge montiert sind.
Impossible Wheel (BC Wheel): ein Einrad ohne Gabel, Sattel, Kurbeln und Pedale. Der Fahrer steht und „rollt“ auf Dübeln oder Metallblechen, die die Nabe auf beiden Seiten der Achse verlängern. Mit einem solchen puristischen Einrad kann man Coasten und Springen.
Monocycle (oder monowheel): ein großes Rad, innerhalb dessen der Fahrer wie bei einem Hamsterrad sitzt. Das Rad kann entweder mittels Motor oder auch mit Hilfe von Pedalen angetrieben werden. Durch den höheren Drehimpuls und die tiefer liegende Masse ist das Monocycle zwar einfacher zu balancieren als ein normales Einrad, gleichzeitig aber schlechter zu manövrieren. Erfunden wurde dieser Typ 1869.
Freilaufendes Einrad (freewheel / freewheeling unicycle): Ein Einrad, bei dem die Nabe freilaufend montiert ist, was dazu führt, dass der Fahrer wie auf einem Fahrrad auch dann vorwärts fahren (coasten) kann, wenn er nicht in die Pedale tritt. Ein solches Einrad verfügt normalerweise über Bremsen, weil es nicht wie ein normales Einrad durch Krafteinwirkung auf die Pedale gestoppt werden kann. Auch Rückwärtsfahren ist mit einem solchen Einrad nicht möglich.
Darüber hinaus gibt es noch Tandem-Einräder (zwei Personen hintereinander, Kettenantriebe auf das Laufrad), hydraulische Giraffen, Liege-Einräder (Recumbent Unicycle), Unibikes und motorisierte Einräder. Durch Anheben des nichtangetriebenen Rades werden gelegentlich auch Kunstrad, Hochrad und andere Zweiräder (per Wheelie) einrädrig gefahren. Große Artistik ist es, das angehobene Rad und eventuell weitere Radteile dabei noch zu demontieren.

### Hersteller
Bekannte Hersteller von Einrädern sind zum Beispiel:
Kris Holm Unicycles (CA),
Miyata (JP),
Unicycle.com (Nimbus, UDC, Club, Hoppley, Trainer) (US),
Qu-Ax (Qu-Ax, QX, Only One) (DE),
Torker / TRS (US)[c],
Coker (US),
Siegmono (DE),
Triton (RU/DE),
Schlumpf Innovations[d] (CH),
Koxx-One / K-124[a] (FR),
M41 / Mad4one (Mad4one, URC) (IT),
Impact (FR)[e],
Onza (GB),
Semcycle (US),
Bedford (CA),
Pichlerrad (DE),
Surly[b] (US),
Schwinn[b] (US),
DM[c] (GB),
Ajata (DE),
Hunter (CA),
Yuni (US),
LiveWire[c].
[a] Geschäftstätigkeit nach Insolvenz 2013 eingestellt

[b] Einradproduktion eingestellt, nur noch Fahrradproduktion

[c] Geschäftstätigkeit eingestellt

[d] Hersteller der Schaltbaren Getriebenabe, zwischenzeitlich auch Herstellung ganzer Einräder

[e] Geschäftstätigkeit von Unicycle.com (UK) übernommen

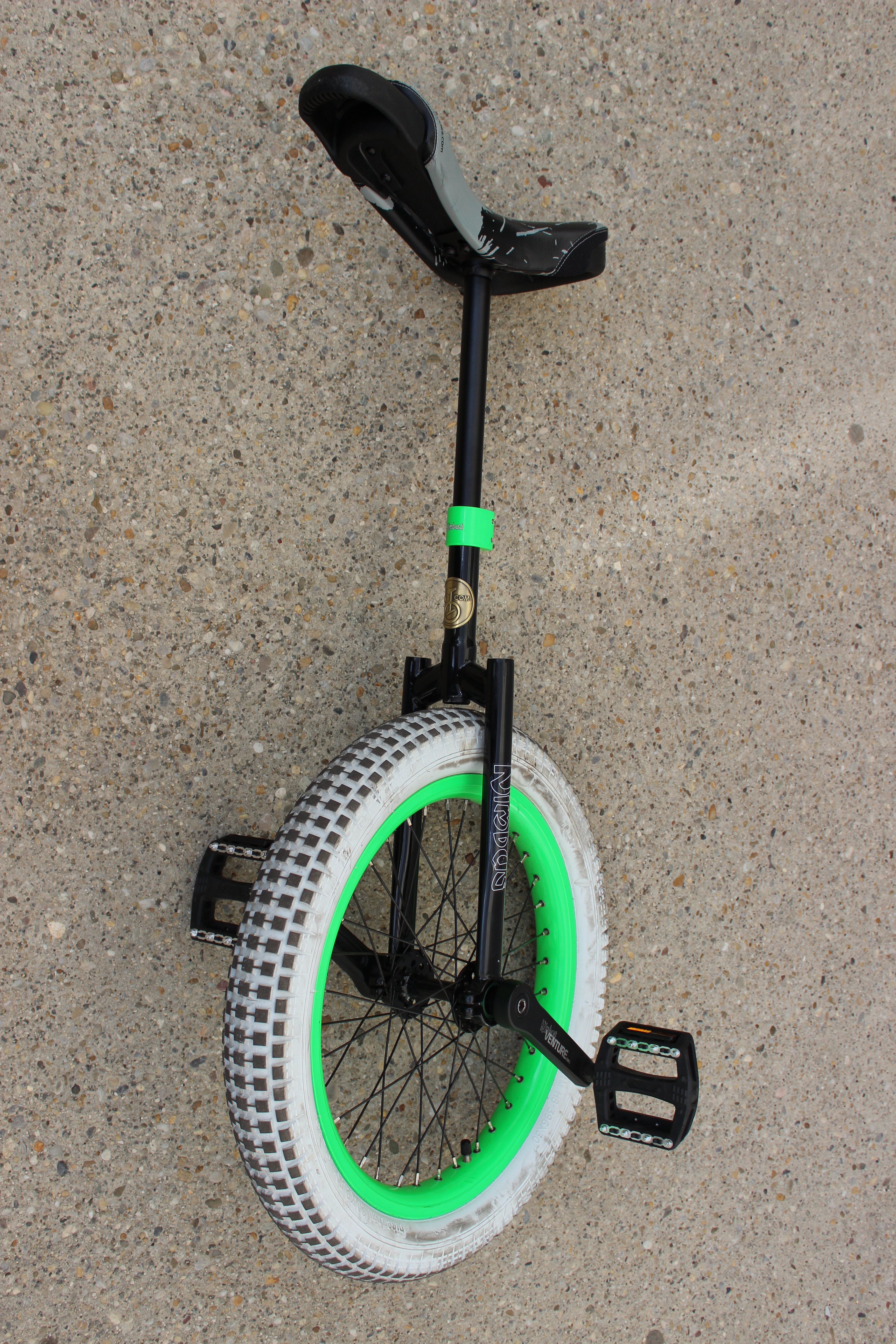
Nimbus 20 Zoll Trial-Einrad
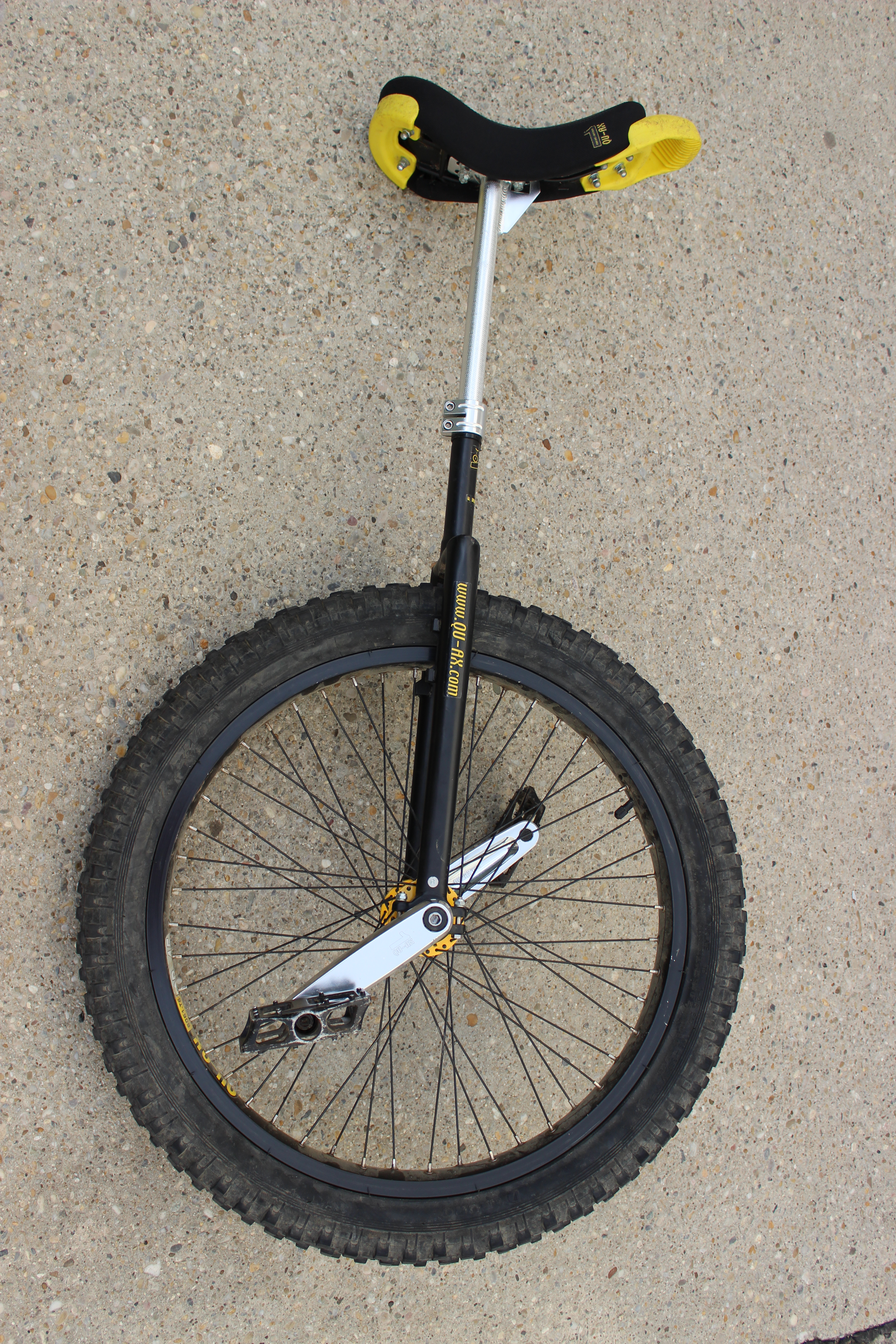
QU-AX 24 Zoll MUni – Sattelschutzenden und Griffmulde aus gelbem Kunststoff
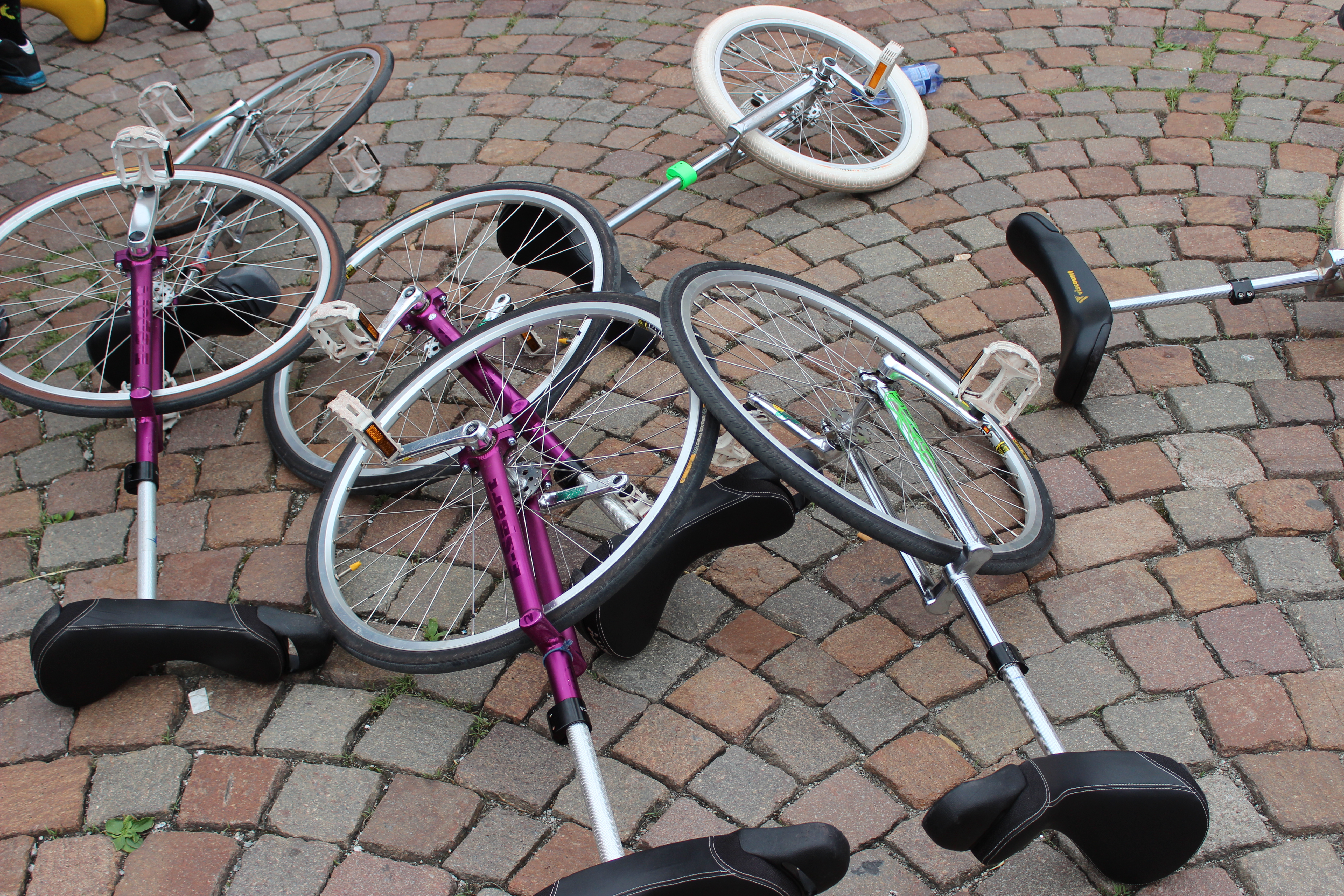
Drei violette Nimbus Rennräder (E-Sport 24 Race)
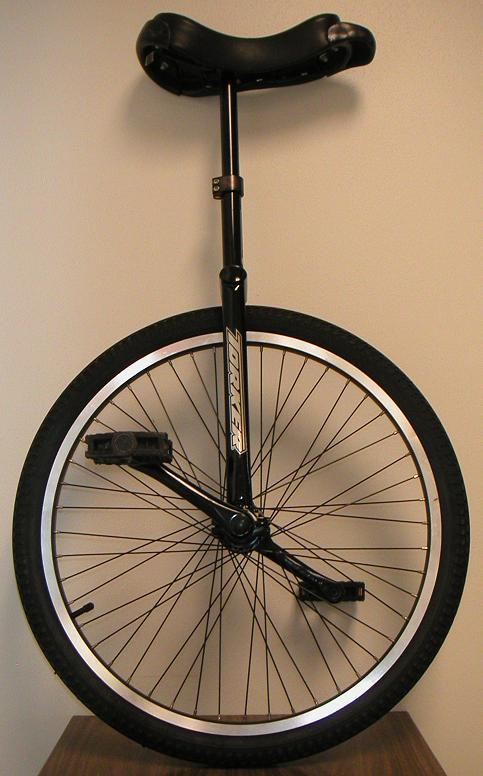
Torker 24 Zoll Einrad
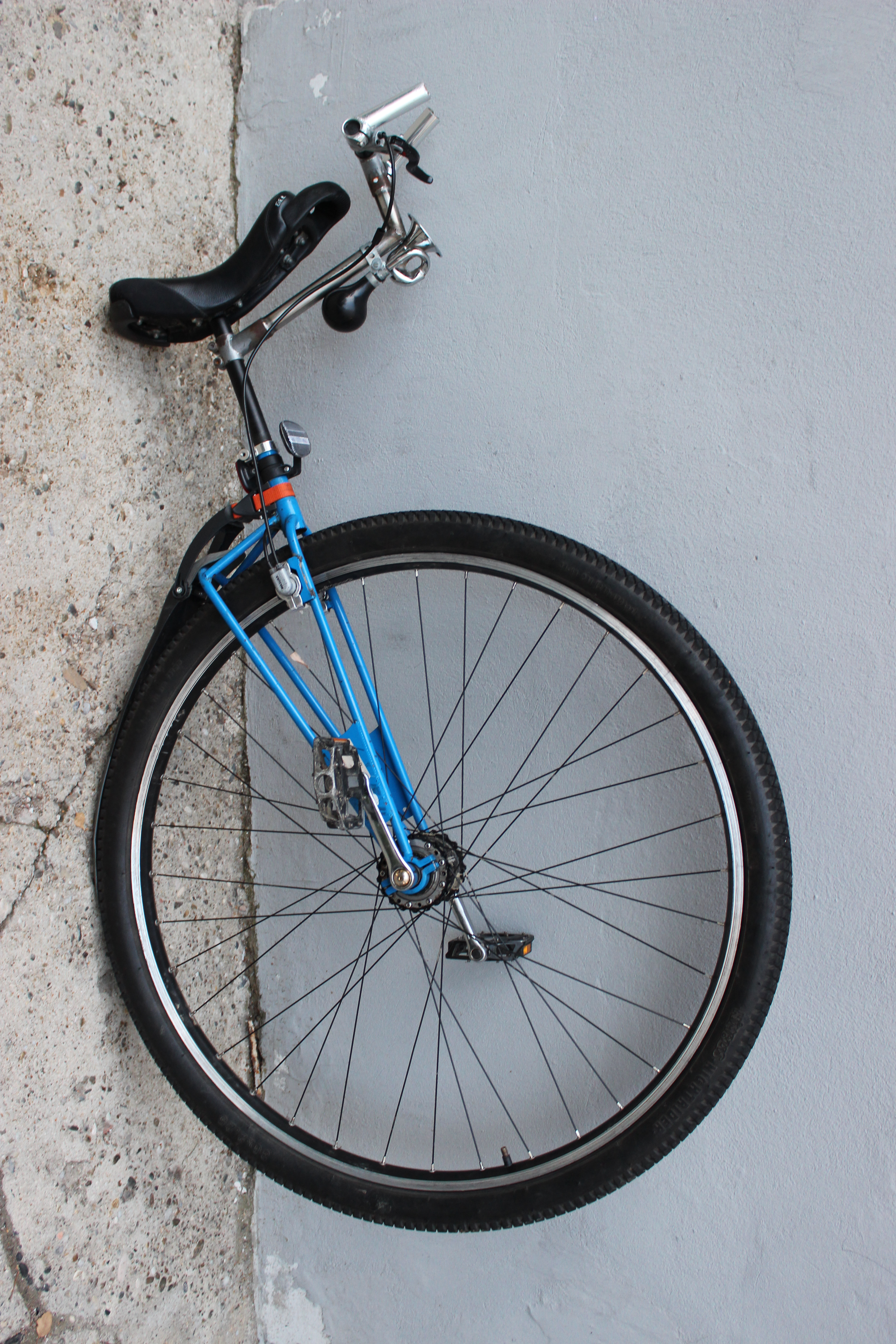
Nimbus 36 Zoll Touren-Einrad mit Schlumpf-Getriebenabe

## Einradfahren

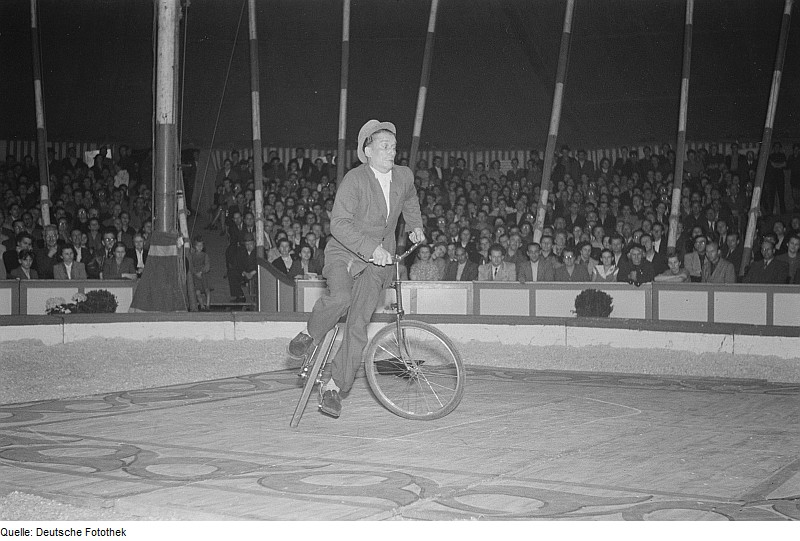
Zirkusdarbietung eines Artisten mit zwei Einrädern

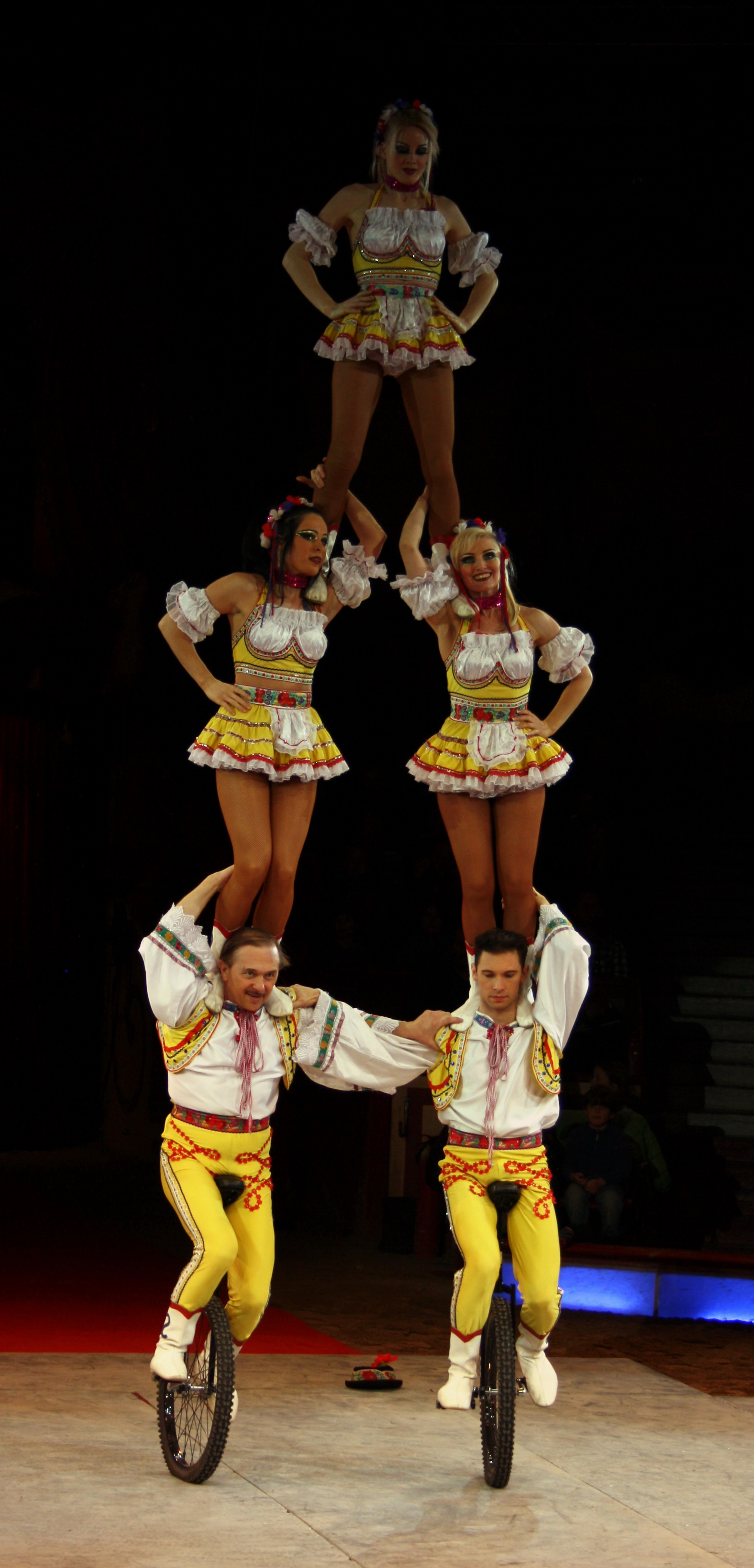
Tschechische Einradtruppe in folkloristischen Kostümen im Zirkus

Im Gegensatz zu früher, als das Einradfahren hauptsächlich von Clowns und Artisten im Zirkus betrieben wurde, hat sich Einradfahren heute zu einer stetig wachsenden Sportart entwickelt und das Einrad gewinnt auch als Fortbewegungsmittel zunehmend an Popularität. Das Einrad ist dadurch nicht nur mehr im Turnsaal, bei Faschingsumzügen oder im Zirkuszelt zu sehen. Etwa seit Beginn des 21. Jahrhunderts wandelt sich das Image des Einrades zunehmend vom Clownrequisit hin zum Trendsportgerät. Routinierte Einradfahrer bewegen sich auf dem Einrad so sicher wie Fußgänger und bewältigen problemlos längere Strecken. Insbesondere die Weiterentwicklung des Materials hin zu mehr Stabilität und einer höheren Belastbarkeit der Einradteile hat dazu beigetragen, dass verschiedene neue Varianten und Fahrstile entstehen konnten.

### Ausrüstung und Sicherheit
Beim Einradfahren steigt der Fahrer verhältnismäßig oft unbeabsichtigt vom Rad ab („UPD“ engl.: unplanned dismount). Jedoch kommt es nur in den seltensten Fällen zu einem Sturz. Da sich die Position des Fahrers nicht wie beim Fahrrad innerhalb des Gefährts befindet, ist das Einrad bei einem Abgang nicht im Weg. Der Fahrer kommt in den allermeisten Fällen auf den Füßen auf; es kommt nicht zu einem Sturz. Das Verletzungsrisiko ist somit beim Einrad geringer als beim Fahrrad. Besonders während der Lernphase oder bei Ausübung gefährlicher Disziplinen (Muni, Trial etc.) sollte angemessene Schutzausrüstung benutzt werden.
Bei einem Fall fängt man sich meist mit den Händen ab. Daher sind Hände und Handgelenke besonders gefährdet. Handschuhe mit Geleinlage schützen die Handballen beim Sturz vor Verletzungen. Sie sind bei manchen Einradveranstaltungen wie etwa bei Rennen vorgeschrieben und können auch fingerlos sein. Skating-Handschützer schienen das Handwurzelgelenk und erlauben dank Kunststoffplatte das Gleiten beim Abstützen, stören jedoch beim Halten des Einradsattels oder Sattelgriffes und sind somit nur bedingt geeignet. Am häufigsten werden Handschuhe mit integrierter Handgelenkstütze/ -bandage getragen. Ähnlich häufig sind Stürze auf die Knie oder Ellenbogen. Zum Schutz werden Knie- und Ellenbogenschützer aus den Bereichen Volleyball (Hockey, Rennen), Skating oder Geländeradsport (Muni, Trial) getragen. Bei einigen Einradveranstaltungen sind Knieschoner Pflicht. Besonders bei den griffigen, scharfkantigen Pedalen in den Disziplinen Trial und Muni besteht ein erhöhtes Verletzungsrisiko für die Schienbeine, weshalb hier entweder zusätzliche Schienbeinschoner oder kombinierte Knie-Schienbeinschoner getragen werden. Vor allem beim Offroad-Fahren (Muni) ist auch ein Helm unentbehrlicher Bestandteil der Sicherheitsausrüstung. Besonders bei längeren Touren ist die Belastung des Dammes und der Oberschenkelinnenseiten relativ hoch, weshalb von den meisten Fahrern gepolsterte Radhosen getragen werden.

## Fahrstile und Disziplinen

### Freestyle Unicycling

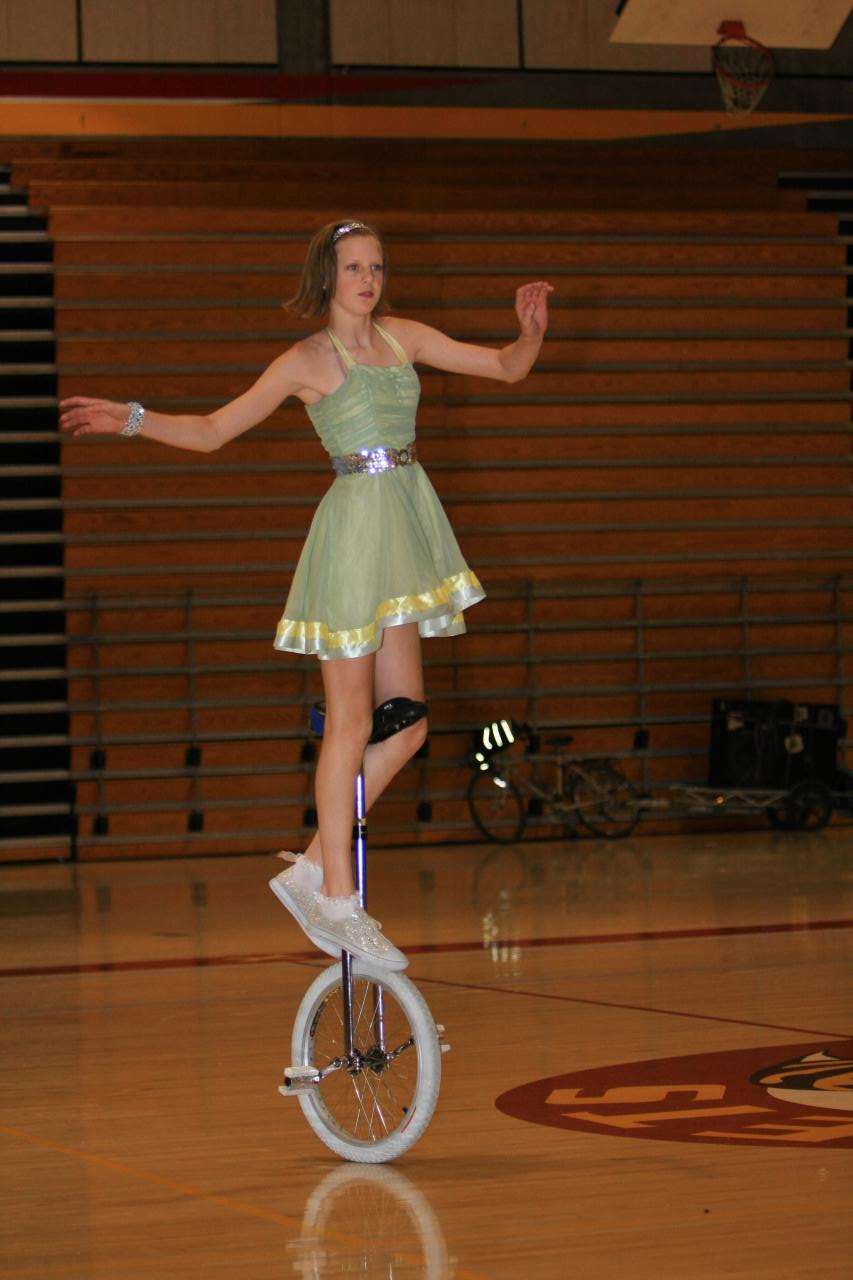
Freestyle-Fahrerin im Stand-up

Freestyle ist die wohl älteste Form des fortgeschrittenen Einradfahrens, vergleichbar ist es am besten mit dem Eiskunstlauf. Beim Freestyle werden verschiedene Skills oder Tricks vollführt, die aus den verschiedenen Möglichkeiten auf einem Einrad zu fahren abgeleitet sind und in einer möglichst konsistenten Linie zu einem durchgängigen Ganzen in ästhetisch ansprechender Form kombiniert werden. Freestyle ist nicht nur ein stehender Begriff im BMX-Bereich, sondern auch die Bezeichnung für einen Wettbewerb beim Einradfahren.

### Off-Road oder Mountain Unicycling (MUni)

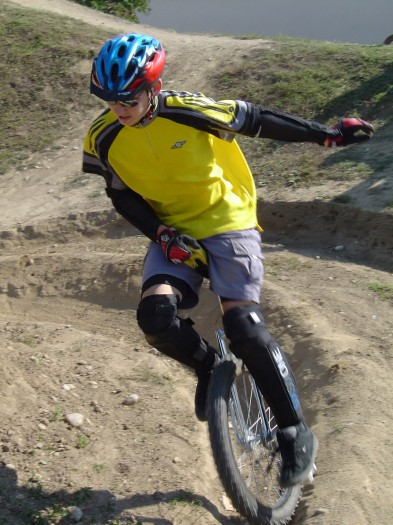
24″-MUni

Off-Road oder Mountain Unicycling in unwegsamem Gelände ist in den späten 1980er Jahren entstanden und jene Einraddisziplin, die in den letzten Jahren wohl am stärksten gewachsen ist. Wer genau der Erfinder des Mountain Unicycling war, ist unklar. Zweifellos ist der Kanadier Kris Holm der MUni-Pionier, der am meisten zur Entwicklung des Sports beigetragen hat. MUni kann sehr verschiedene Formen haben, die sich meist an die Varianten des Mountainbikens anlehnen. So gibt es auch beim MUni Disziplinen wie Cross Country, wobei lange Distanzen abseits befestigter Wege zurückgelegt werden, oder Downhill. Auch Shore-Riding ist sehr beliebt: Die Einradversion des Mountainbike-Fahrstils aus North Shore im kanadischen British Columbia, bei dem über Knüppelwege und Holzleitern durch eine natürliche Umgebung gefahren wird. Generell gilt, dass mit einem MUni all die Strecken, die mit einem Mountainbike zu bewältigen sind, ebenfalls zu schaffen sind, manchmal sogar leichter, weil das Einrad wesentlich wendiger ist. Ein traditionelles MUni ist mit einem 2,5 bis 3 Zoll breiten Reifen mit 24 oder 26 Zoll Durchmesser und aggressivem Profil ausgestattet.

### Trial Unicycling

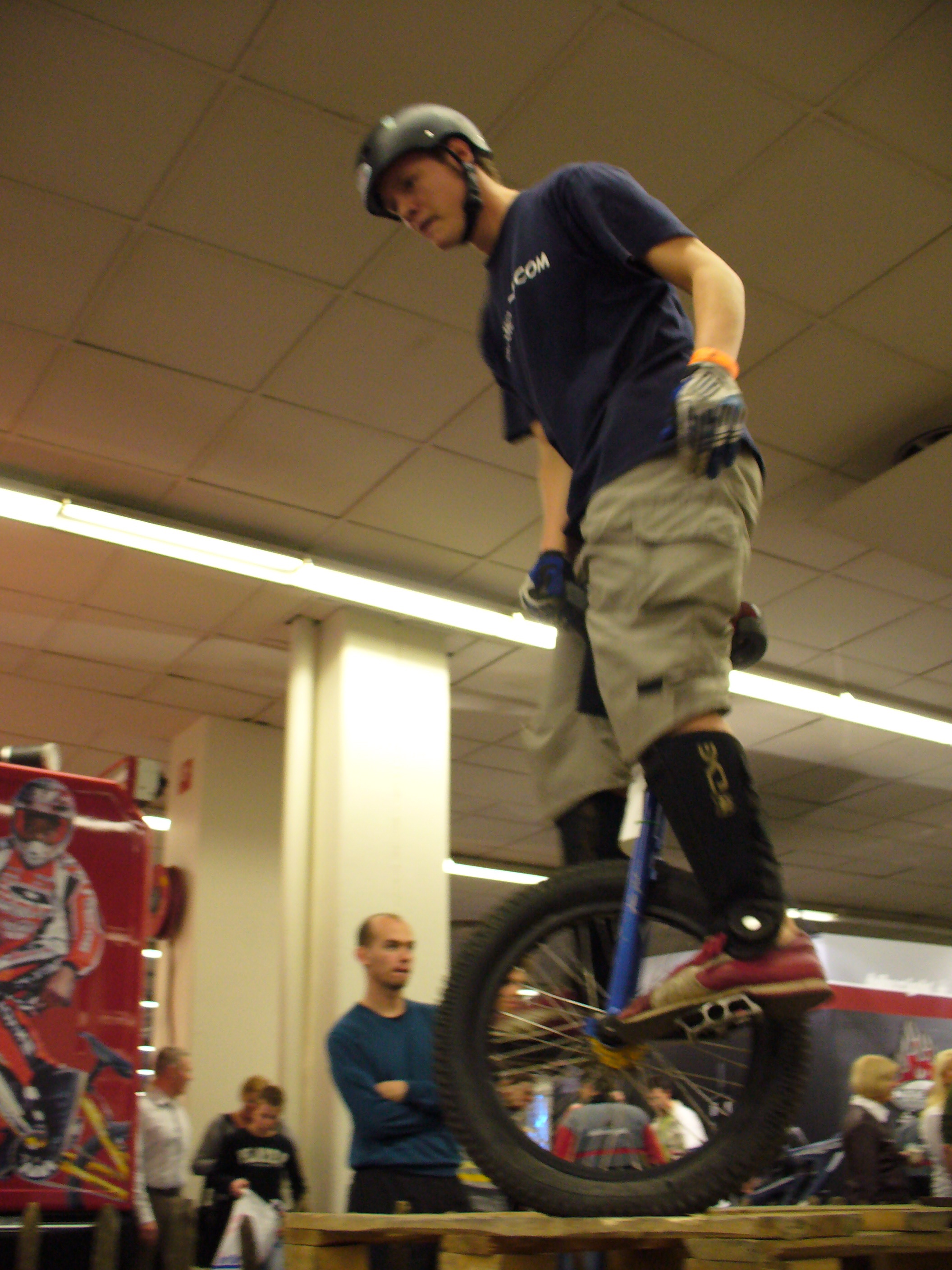
Trial-Fahrer auf einem Palettenstapel

Trial Unicycling ist dem Fahrradtrial ähnlich und hat auch seine Wurzeln in dieser Disziplin. Ziel beim Trial ist es, über Hindernisse zu springen oder zu fahren, ohne dabei einen Fuß oder eine Hand abzusetzen („dabbing“). Trial kann sowohl in einer städtischen als auch in einer natürlichen Umgebung gefahren werden, wobei beide Varianten eigene Reize, Herausforderungen und Möglichkeiten bieten. Ein Trial-Einrad ist traditionell ein 20″-Rad mit einer 19″-Felge, auf die ein 2,5″-Reifen montiert wird. Weil das Einrad durch das Springen großen Belastungen ausgesetzt ist, muss es eine besonders stabile Achse, Nabe und Kurbeln haben.

### Street Unicycling

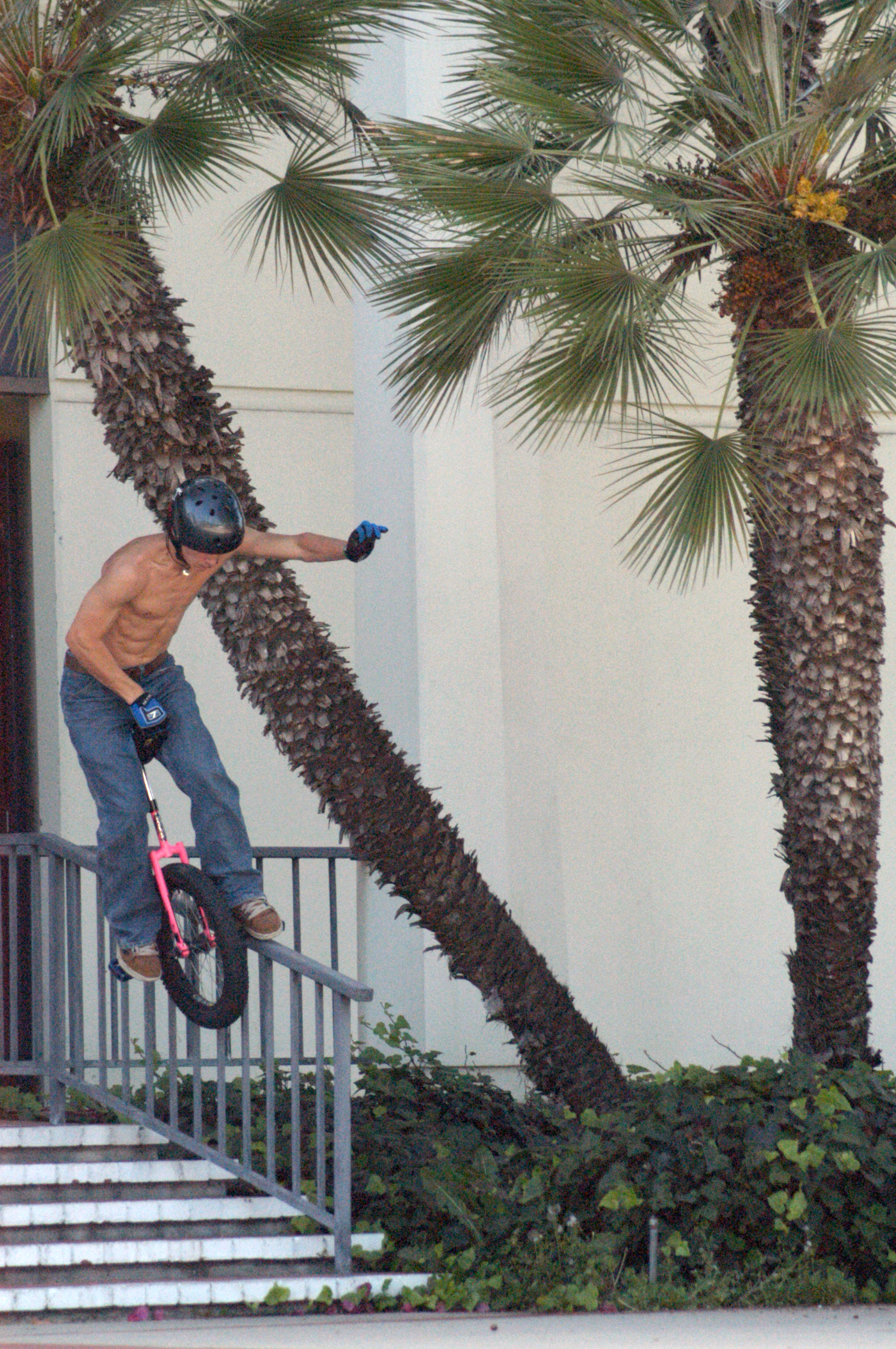
Streetfahrer beim „rail grinding“

Beim Street Unicycling (oder von den Einradfahrern oft einfach als „Street“ bezeichnet) handelt es sich um einen Fahrstil, bei dem Elemente aus Freestyle und Trials kombiniert werden und der Fahrer die Objekte, die er in einer städtischen Umgebung findet, wie etwa Randsteine, Absätze, Treppen oder Geländer, verwendet, um verschiedene Tricks zu vollführen.
Typische Street-Elemente sind Crankflips, Unispins und Twists. Diese Tricks können in verschiedenen Varianten kombiniert werden und die Bewegungen können auch beim Überwinden von Hindernissen wie Treppen („stair sets“) oder Geländern („rail grinding“) vollführt werden. Beispiele für Varianten sind etwa der Hickflip, ein 180 Grad Unispin kombiniert mit einem Crankflip oder ein 180 Flip, der gleichzeitig ein 180 Twist und ein Crankflip ist. Im Allgemeinen wird Street auf einem 20″-Trial-Einrad mit einigen Modifikationen gefahren. Als Begründer des Street Unicycling gilt der amerikanische Einradfahrer Dan Heaton. Wichtige Beiträge lieferten Mike Clark als Erfinder des Crankflip, Brian Lundgren als Erfinder des Backflip und Shaun Johanneson.

### Flatland
Flatland ist eine relativ junge Form des Einradfahrens, die sich aus einer Kombination aus Street und Freestyle entwickelt hat. Laut Definition folgt es den gleichen Regeln wie Freestyle: der Fahrer versucht auf ebenem Untergrund verschiedene Tricks und Bewegungen. Beim Flatland kommt jedoch ein gewisses urbanes Flair dazu. Oft wird dabei versucht, verschiedene Moves in einer Kombination oder Line zu fahren. Die Ursprünge von Flatland gehen auf Dan Heaton zurück, der einen neuen Fahrstil kreierte, nachdem er sich bei einem Einradunfall beide Knöchel gebrochen hatte. In letzter Zeit tragen Fahrer wie Adrien Delecroix (Kris Holm) und Krisztian Kovacs (Impact) zur Weiterentwicklung von Flatland bei. Auch für Flatland wird normalerweise ein modifiziertes 20″-Trial-Einrad verwendet.

### Einradrennen oder Race
Einradrennen ist vergleichbar mit Leichtathletik. Die Wettkämpfe werden üblicherweise auf Tartanbahn ausgetragen. Gefahren werden Rennen über verschiedene Distanzen von 50 m bis 800 m oder 10 km. Neben normalem Fahren werden auch Rennen mit nur einem Bein, auf dem Reifen laufend, jonglierend oder ohne Sattel (Drag Seat) ausgetragen. Zusätzlich gibt es einen Hütchenparcours (IUF Slalom / Obstacle) sowie Wettbewerbe im langsam fahren auf einem schmalen Holzbalken. Gefahren werden üblicherweise 24-Zoll-Einräder mit schmalen Reifen. Der Maximale Raddurchmesser und die minimale Kurbellänge sind vorgeschrieben.

### Touring oder Commuting

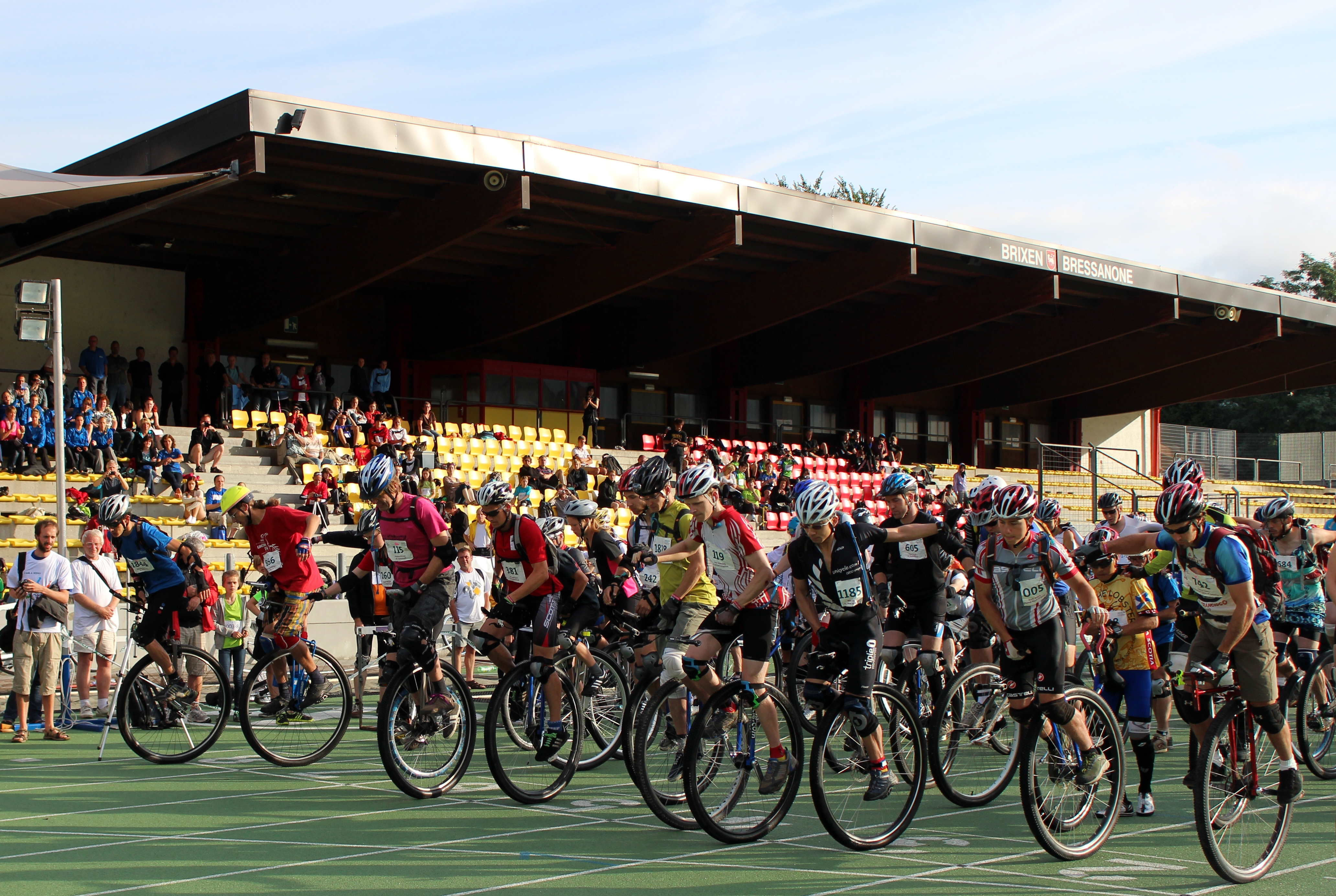
Start des 100 km Langstreckenrennens in Brixen

Bei dieser Disziplin geht es um das Fahren langer Strecken. Mit einem Raddurchmesser von 29 bis 36 Zoll lassen sich leicht Geschwindigkeiten von bis zu 30 km/h erreichen. Um als Touring-Einrad zu gelten, muss ein Einrad mindestens 26 Zoll Raddurchmesser aufweisen. Übliche Distanzen für Rennen sind 10 km und Marathon (42,195 km), es können aber auch andere Strecken vorkommen, so wurde bei der Unicon 16. in Brixen zum Beispiel ein 100 km Rennen ausgetragen, in dem Einzelstarter und Gruppen antreten konnten.

## Teamsportarten auf dem Einrad

### Einrad-Basketball
Einrad-Basketball wird mit einem normalen Basketball auf einem regulären Basketballfeld nach herkömmlichen Regeln gespielt, so muss der Ball etwa beim Fahren gedribbelt werden. Darüber hinaus gibt es einige Zusatzregeln: Beispielsweise muss der Spieler zumindest einen Fuß auf dem Pedal haben, wenn er den Ball wirft. Einrad-Basketball wird normalerweise mit 24″-Einrädern, oder kleineren Rädern und Plastikpedalen gespielt, um den Platz und die Schienbeine der Spieler zu schonen. Das beste Einrad-Basketball-Team der Welt kommt derzeit aus Puerto Rico. Es hat bei den letzten Weltmeisterschaften durchweg gewonnen.

### Einrad-Hockey

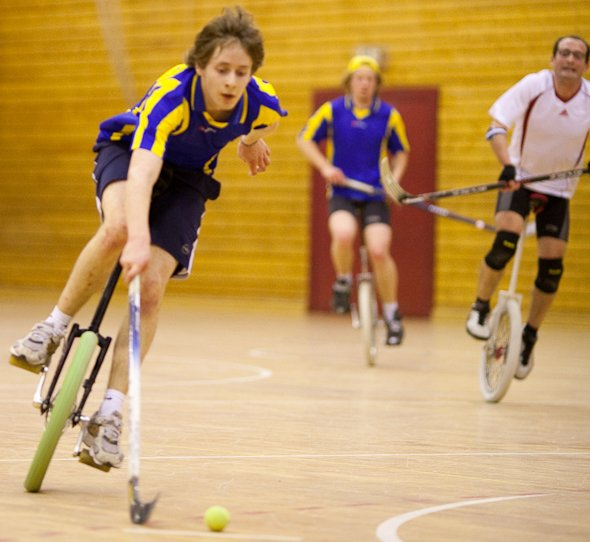
Spielszene beim Einradhockey, Deutsche Meisterschaft 2009

Einrad-Hockey wird im Großen und Ganzen nach den Eishockey- beziehungsweise Inlinehockey-Regeln gespielt. Dazu werden Eishockeyschläger und ein Tennisball oder Streethockeyball verwendet. Im Gegensatz zum Eishockey hat der Tormann beim Einrad-Hockey die gleichen Rechte wie die Feldspieler, darf den Ball also nicht mit der Hand fangen. Körperberührungen sind verboten. Der Sport gewinnt zusehends an Popularität; in Deutschland, der Schweiz und Großbritannien gibt es aktive Einrad-Hockey-Ligen.

### Freestyle-Kür
Bei der Freestyle-Kür werden ähnlich wie beim Eiskunstlauf zur Musik Tricks in einer einstudierten Abfolge gezeigt, die von einer Jury benotet werden. Neben Paar- und Gruppenküren gibt es diese Disziplin auch als Einzelbewerb. In die Bewertung zählen neben der Schwierigkeit der gezeigten Tricks auch die Sicherheit, mit der sie gefahren werden, und Aspekte der Präsentation wie Kostüm, Musik und Publikumskontakt. Vor allem Einradfahrer aus Japan haben diesen Bewerb in den letzten Jahren durch einen eleganten, tänzerischen Stil mit flüssig aufeinander folgenden Tricks und vielen Pirouetten weiterentwickelt und geprägt.

### Mannschaftseinradfahren (Reigen)
Das Mannschaftseinradfahren, auch Reigen genannt, gehört zur Abteilung des Kunstradfahrens und stellt das Pendant zum Vierer- und Sechser-Kunstradfahren dar. In dieser Disziplin geht es um Synchronizität und Ästhetik. Eine Mannschaft aus vier oder sechs Personen muss dabei auf dem Einrad 23 (20 bei Schülern) verschiedene Figuren innerhalb von 5 Minuten auf einer Fläche von 11 auf 14 Metern vorzeigen. Diese Figuren werden je nach Schwierigkeitsgrad mit Punkten bewertet. Bei Fehlern werden Punkte abgezogen. Sieger ist, wer die meisten Punkte ausfährt.

## Wettkämpfe und Meisterschaften
Im Abstand von zwei Jahren findet die Unicon genannte Weltmeisterschaft im Einradfahren statt, die von der International Unicycling Federation (IUF) ausgerichtet wird. In den Zwischenjahren wird die Europameisterschaft Unioec (Unicycle open european championship) ausgetragen.
Jährlich findet die Offene Deutsche Meisterschaft im Einradfahren statt. Hier dürfen alle Einradfahrer in den Disziplinen Einradrennen (Tartanbahn und Straße), Einradfreestyle (Standard Skill, Einradkür, Flat und Street), Einraddownhill und Einradtrial starten.
Das German MUni and Trial Weekend (GMTW) findet jährlich am Osterwochenende statt. Einradfahrer aus vielen Ländern treffen sich zum gemeinsamen Einradfahren und messen sich in verschiedenen Gelände- und Trialdisziplinen wie Hoch- und Weitsprung, Trialparcours oder Downhill.
Außerdem gibt es für die Disziplinen Trial, Street, Flat und Downhill die EUC (Extreme Unicycling Championship), welche als Winter-, Sommer- oder Downhilledition ausgetragen wird.
Auch im Rahmen verschiedener Jonglierconventions und Treffen von Einradfahrern finden oft Wettkämpfe in Disziplinen wie Einradrennen und Einradküren statt.
Marathon wurde mehrere Jahre im Rahmenprogramm des Düsseldorf-Marathons gefahren, an dem die Deutsche Einrad-Marathon-Meisterschaft abgehalten wurde. Es war die einzige Marathonveranstaltung in Europa, bei der Einradfahrer teilnehmen durften und offiziell gewertet wurden. Nach 2014 wurde Einradfahrern (und Handbikefahrern) die Teilnahme nicht mehr gestattet, offiziell aus Sicherheitsgründen. Seit 2014 bietet indes der damals erstmals ausgetragene kleine Erfurt-Marathon eine offizielle Teilnahme an. Dieser Marathon führt zum Teil über Crosslauf-ähnliches Gelände, und die Strecke wird in der Innenstadt nicht abgesperrt, so dass die Veranstaltung und die dort erreichten Zeiten nur eingeschränkt mit dem Düsseldorf-Marathon zu vergleichen sind. Seit 2017 haben auch der Europamarathon in Görlitz sowie der Lausitzer Seenland 100 in Großräschen Einradmarathon in ihr Programm aufgenommen.
Inzwischen bieten auch einige Mountainbike-Veranstaltungen Einradwertungen an. So beispielsweise die Salzkammergut Trophy, bei der ein Cross Country Marathon sowie die Österreichischen Staatsmeisterschaften im Muni-Downhill ausgetragen werden, oder der Erzgebirgs-Bike-Marathon. Beide sind Teil der europäischen Muni-Rennserie Taste of Mud ist.
Das weltweit erste Einradrennen in mehreren Etappen fand im Juni 2008 in Nova Scotia in Kanada statt. Bei dem Rennen, das nach dem Hummerreichtum der Region „Ride the Lobster“ genannt wurde, nahmen 35 Teams aus 14 Ländern teil. Jedes Team bestand aus drei Fahrern und einer Begleitperson. Insgesamt wurde bei dem Rennen innerhalb von fünf Tagen eine Distanz von 800 Kilometern zurückgelegt.

### Einradrennen
Einradrennen werden in unterschiedlichen Disziplinen ausgetragen, die weltweit anerkannt sind:
- 100 m, 400 m, 800 m, 10 km, Marathon, Staffel
- Einbein 50 m: Einrad einbeinig fahren.
- Radlauf/Wheelwalk 30 m: Beim Radlauf wird das Rad nicht wie üblich mit den Pedalen angetrieben, sondern direkt mit den Füßen auf dem Rad „gelaufen“.
- IUF-Slalom (Obstacle): Hindernisparcour, dem Slalom ähnlich, 10 Pylonen auf einer 15 m × 12 m Fläche
- Coasting/Gliding: Beim Coasting wird ohne zu treten gerollt, dabei stehen beide Füße auf der Gabel, der Reifen darf nicht berührt werden. Das Gliding erfolgt analog, nur muss hier ein Fuß auf dem Rad schleifen.
- Hochsprung/Weitsprung
- langsam vorwärts/rückwärts 10 m: Auf einer schmalen Bahn wird ohne zu Pendeln, Anzuhalten, die Bahn zu Verlassen oder das Rad mehr als 45° Einzulenken so langsam wie möglich gefahren.

### Weltrekorde
| Disziplin                                     | Zeit/Strecke  | Geschlecht | Fahrer                                                   | Herkunft des Fahrers | Veranstaltung, Ort, Jahr                             |
| --------------------------------------------- | ------------- | ---------- | -------------------------------------------------------- | -------------------- | ---------------------------------------------------- |
| 100 m                                         | 0:12,54 min   | m          | Seisuke Kobayashi                                        | Japan                | Unicon 13, Schweiz, 2006                             |
| 100 m                                         | 0:13,257 min  | w          | Asahi Takada                                             | Japan                | Unicon 17, Kanada, 2014                              |
| 400 m                                         | 0:54,539 min  | m          | Seisuke Kobayashi                                        | Japan                | Unicon 16, Italien, 2012                             |
| 400 m                                         | 0:57,625 min  | w          | Asahi Takada                                             | Japan                | Unicon 16, Italien, 2012                             |
| 800 m                                         | 1:57,327 min  | m          | Noah Leber                                               | Deutschland          | Nottwil, Schweiz, 2017                               |
| 800 m                                         | 2:02,165 min  | w          | Alina Czimek                                             | Deutschland          | Unicon 18, Spanien, 2016                             |
| 1ft 50 m (einfüssig)                          | 0:07,582 min  | m          | Niklas Wojtek                                            | Deutschland          | Unicon 18, Spanien, 2016                             |
| 1ft 50 m (einfüssig)                          | 0:07,74 min   | w          | Lisa Maria Hanny                                         | Deutschland          | Eggenfelden, Deutschland, 2015                       |
| ww 30 m (wheel walking)                       | 0:07,071 min  | m          | Yunsung Park                                             | Koreanische Republik | Unicon 18, Spanien, 2016                             |
| ww 30 m (wheel walking)                       | 0:06,707 min  | w (*)      | Ayane Bansai                                             | Japan                | Unicon 18, Spanien, 2016                             |
| IUF-Slalom (Obstacle)                         | 0:17,60 min   | m          | Gert-Jan De Vleeschouwer                                 | Belgien              | EC Unicycling, Niederlande, 2017                     |
| IUF-Slalom (Obstacle)                         | 0:17,90 min   | w          | Mirjam Lips                                              | Schweiz              | Zuffenhäuser Meisterschaft, Deutschland, 2017        |
| Staffel 4×100 m                               | 0:50,71 min   |            | Niklas Wojtek, Noah Leber, Simon Rodler, Andreas Richter | Deutschland          | EC Unicycling, Niederlande, 2017                     |
| Langsam vorwärts 10 m                         | 3:06,33 min   | m          | Baptiste Albert                                          | Frankreich           | Unicon 18, Spanien, 2016                             |
| Langsam vorwärts 10 m                         | 2:56,02 min   | w          | Ana Schrödinger                                          | Deutschland          | EC Unicycling, Niederlande, 2017                     |
| Langsam rückwärts 10 m                        | 1:03,08 min   | m          | York Beese                                               | Deutschland          | EC Unicycling, Niederlande, 2017                     |
| Langsam rückwärts 10 m                        | 3:09,79 min   | w (*)      | Ana Schrödinger                                          | Deutschland          | Unicon 18, Spanien, 2016                             |
| Stillstand                                    | 25:16,5 min   | m          | Márk Fábián                                              | Ungarn               | Unicon 18, Spanien, 2016                             |
| Stillstand                                    | 1:49:08,37 h  | w (*)      | Ana Schrödinger                                          | Deutschland          | EC Unicycling, Niederlande, 2017                     |
| Gliding                                       | 119,65 m      | m          | Daiki Izumeda                                            | Japan                | Tokyo, Japan, 2004                                   |
| Gliding                                       | 111,35 m      | w          | Alina Czimek                                             | Deutschland          | Deutsche Meisterschaft Crailsheim, Deutschland, 2011 |
| Coasting                                      | 177,6 m       | m          | Knut Steffens                                            | Deutschland          | Unicon 18, Spanien, 2016                             |
| Coasting                                      | 173,98 m      | w          | Lisa Maria Hanny                                         | Deutschland          | Illertissen, Deutschland, 2017                       |
| 10 km Standard 24" (ohne Übersetzung)         | 27:54,859 min | m          | Christoph Hartmann                                       | Deutschland          | Unicon 17, Kanada, 2014                              |
| 10 km Standard 24" (ohne Übersetzung)         | 28:44,926 min | w          | Alina Czimek                                             | Deutschland          | Unicon 18, Spanien, 2016                             |
| 10 km unlimited                               | 17:29 min     | m          | Hirschmann Timo                                          | Deutschland          | Unicon 22 Frankreich 2024                            |
| 10 km unlimited                               | 20:06,96 min  | w          | Jana Tenambergen                                         | Deutschland          | Unicon 18, Spanien, 2016                             |
| Hochsprung (über Latte)                       | 1,42 m        | m          | Mike Taylor                                              | Großbritannien       | Unicon 18, Spanien, 2016                             |
| Hochsprung (über Latte)                       | 0,91 m        | w          | Maria Wegscheider                                        | Österreich           | 2. Int. Salamander-Cup, Deutschland, 2014            |
| Weitsprung                                    | 4,30 m        | m          | Oskar Rytter                                             | Dänemark             | Unicon 17, Kanada, 2014                              |
| Weitsprung                                    | 3,27 m        | w          | Lisa-Maria Hanny                                         | Deutschland          | EC Unicycling, Niederlande, 2017                     |
| Jonglieren 50 m (kein IUF Weltrekord)         | 0:07,78 min   | m          | Seisuke Kobayashi                                        | Japan                | Unicon 13, Schweiz, 2006                             |
| 42,195 km Standard 28 Zoll (ohne Übersetzung) | 1:40:39,148 h | m          | Rolf Leonhardt                                           | Deutschland          | Unicon 18, Spanien, 2016                             |
| 42,195 km Standard 28 Zoll (ohne Übersetzung) | 1:47:18,240   | w          | Asahi Takada                                             | Japan                | Unicon 18, Spanien, 2016                             |
| 42,195 km unlimited                           | 1:19:07,51 h  | m          | Scott Wilton                                             | USA                  | Unicon 17, Kanada, 2014                              |
| 42,195 km unlimited                           | 1:29:36,727 h | w          | Jana Tenambergen                                         | Deutschland          | Unicon 18, Spanien, 2016                             |
| 24 Stunden, unlimited                         | 453,8 km      | m          | Sam Wakeling                                             | Großbritannien       | Aberystwyth, Großbritannien, 2007                    |
| 24 Stunden, unlimited                         | 312 km        | w          | Mirjam Lips                                              | Schweiz              | Pocking, Deutschland, 2016                           |
| 24 Stunden, 24 Zoll (kein IUF Weltrekord)     | 226 km        | w          | Franziska Bräutigam                                      | Deutschland          | Pocking, Deutschland, 2013                           |
| 1 Stunde                                      | 32,23 km      | m          | Christoph Hartmann                                       | Deutschland          | Unicon 17, Kanada, 2014                              |
| 1 Stunde                                      | 33,293 km     | w (*)      | Jana Tenambergen                                         | Deutschland          | Rodgau, Deutschland, 2020                            |

(*) (bei „w“) Rekorde von Frauen/Mädchen, die besser als der entsprechende Rekord eines Mannes/Burschens sind. Mit Stand 15. Februar 2021 sind das:
- Wheel walking 30 m
- Langsam rückwarts 10 m
- Stillstand
- 1 Stunde

Quelle: IUF Weltrekordliste

## Einradtricks
- freihändig aufsteigen: Für Neuanfänger ist das Aufsteigen ohne Festhalten oder Hilfestellung relativ schwierig. Der Einradfahrer hält mit einer Hand den Sattel, der zwischen die Beine geklemmt ist. Das Rad wird etwas vorgestellt. Ein Pedal ist etwas oberhalb des tiefsten Punktes. Tritt der Fahrer in das Pedal, so bewegt sich das Rad in Richtung Fahrer und der Sattel steigt auf. Nun heißt es nur noch Balance halten. Zu Beginn ist es günstig, das Ganze mit Festhalten an einem Zaun zu üben.
- Rückwärtsfahren: Beim Rückwärtsfahren tritt der Fahrer in umgekehrte Richtung in die Pedale. Weil es beim Einrad keinen Leerlauf gibt und die Pedale direkt mit dem Rad verbunden sind, bewegt sich das Einrad rückwärts.
- Pendeln oder auch Stand-Wipp: Der Einradfahrer hält das Einrad an der Stelle, indem er nur eine halbe Pedalumdrehung vor und zurück fährt.
- Einbeinig pendeln: Der Einradfahrer vollführt die Pendelbewegung nur mit dem Fuß, der auf dem tiefer liegenden Pedal steht. Der freie Fuß wird auf die Gabel gestellt oder vor dem Rad ausgestreckt.
- Einbeinig fahren: Das Einrad wird nur durch Tretbewegungen mit einem Fuß auf einem Pedal angetrieben. Der freie Fuß kann wie beim einbeinigen Pendeln auf die Gabel gestellt, oder aber auch vom Rad weggestreckt werden.
- Flieger (Stomach-on-seat): Bei diesem Trick wird der Oberkörper auf den Sattel gelegt und so gefahren.
- Seat out: Ohne selbst auf dem Sattel zu sitzen, hält der Fahrer den Sattel vor oder hinter dem Körper fest.
- Seat drag: Eine spezielle Variante des Seat out, bei der der Einradfahrer im Fahren den Sattel nach vorne oder hinten auf den Boden fallen lässt und dann so weiterfährt.
- Wheel walking: Der Fahrer treibt sein Einrad nicht durch Treten in die Pedale an, sondern indem er – im Sattel sitzend – mit beiden Füßen mittels kleiner „Tippelbewegungen“ direkt auf dem Reifen läuft und diesen bewegt.
- Einbeinig Wheel Walk: Das Rad wird nur mit einem Fuß angetrieben, der andere steht auf der Gabel.
- Koosh koosh: Das ist eine weitere Art von Wheel Walking. Dabei wird das Rad rückwärts und mit nur einem Bein hinter der Gabel angetrieben.
- Springen: Der Sattel wird zwischen den Oberschenkeln eingeklemmt oder mit den Händen gehalten. Durch Druck auf beide Pedale kann der Einradfahrer samt Rad hochspringen und auf der Stelle hüpfen. Bei Meisterschaften werden Wettkämpfe im Hochsprung und im Weitsprung ausgetragen. Das Springen ist auch eine wichtige Technik im Einrad-Trial und MUni.
- Unispin: Der Einradfahrer springt hoch, fasst das Einrad am Sattel und dreht es während der Flugphase um 180, 360, 540 oder mehr Grad. Nach der Drehung landet der Fahrer wieder auf den Pedalen.
- Standup: Beim Stand up steht der Einradfahrer mit einem Fuß auf der Gabel und treibt mit dem anderen den Reifen an. Das geht entweder vorwärts (stehend mit nur einem Fuß, vgl. Gliding) oder rückwärts (stehend, vgl. Koosh koosh).
- Gliding: Ein Fuß steht auf der Gabel, der andere Fuß berührt sowohl Gabel als auch Reifen. Das Rad wird vorher durch fahren in Schwung gebracht. Eine Variante ist auch Downhill Gliding.
- Coasting: Beim Coasting darf der Fuß weder Reifen noch Pedale berühren. Coasting gibt es in mehreren Varianten, zum Beispiel Downhillcoasting oder Powercoasting.
- E.T.: Beim E.T. (oder auch Full rev) wird bei einem Sprung in der Luft weitergetreten.
- Crankflip: Beim Crankflip werden die Füße im Sprung weggestreckt, während das Rad eine Umdrehung macht. Steigerungen davon sind Double-, Triple- und Quadflip.
- Side mount: Seitlicher Aufstieg, bei dem das Bein über den Sattel geschwungen wird.
- Spins: Sehr eng gefahrene Kreise die einer Pirouette ähnlich sehen und auch als Pirouette aufhören können.
- Tip Spins: Sehr eng gefahrene Kreise, bei denen der Fuß in der Mitte von der Pedale genommen wird und den Boden berührt.
- Pirouette: Dabei dreht sich der Fahrer mitsamt dem Einrad um die Hochachse in eine Richtung.
- Side tricks: Unter Side tricks werden verschiedene Variationen verstanden, zum Beispiel Side Jump, 180 Side, 360 Side, 540 Side, 720 Side usw., auch mit Flips sowie Trey side oder Fithside.
- Rolls: zum Beispiel Warp Roll, Back Roll, Varial Roll usw.

Viele dieser Tricks können noch zusätzlich erschwert werden, indem man sie rückwärts, seitwärts oder einbeinig, eine Acht oder einen Kreis fährt etc.

### IUF Skill-Levels
1998 wurden vom Internationalen Einradverband IUF die Skill-Levels, ein Klassensystem zur Einordnung des Könnens eines Einradfahrers, eingeführt. Die Skill-Levels reichen von 0 (blutiger Anfänger) bis 10 (Profi) und sind von ihrer Art her in etwa vergleichbar mit den Kyū im japanischen Kampfsport.
Einradfahrer die an Skill-Level-Prüfungen teilnehmen erhalten einen Pass, in dem ihre erreichten Skill-Level von einem offiziellen Skill-Prüfer eingetragen werden. Um ein Skill-Level zu erreichen, muss eine Skill-Level-Prüfung vor einem offiziellen Prüfer abgelegt werde. Diese Prüfungen sind vergleichbar mit den Gürtelprüfungen im Kampfsport: Alle zum Erreichen einer Stufe nötigen Tricks müssen nacheinander vorgeführt werden und müssen beim ersten Versuch fehlerfrei ausgeführt werden, maximal drei Tricks dürfen beim zweiten Versuch erst gelingen.

### Übersicht über für die Skill-Level nötigen Tricks
- Level 1: freihändiger Aufstieg, 50 m frei fahren, eleganter Abstieg mit Einrad nach vorn
- Level 2: je ein freier Aufstieg mit rechtem Fuß und linkem Fuß, 10 m zwischen zwei Parallelen Linien mit 30 cm Abstand fahren, eine Acht fahren mit Kreisdurchmesser unter 3 m, einen 15 cm Absatz herunterfahren, je eine 90° Rechts- und Linkskurve innerhalb eines 1 m Quadrates
- Level 3: drei verschiedene Aufstiege, eine Acht fahren mit Kreisdurchmesser unter 1,5 m, anhalten, eine halbe Radumdrehung rückwärts Pendeln und vorwärts weiterfahren, 10 m auf dem Bauch liegend fahren (Flieger), je eine 180° Rechts- und Linkskurve innerhalb eines 1 m Quadrates, 5× springen, über ein 10 mal 10 cm Hindernis fahren oder springen
- Level 4: vier verschiedene Aufstiege, 10 m rückwärts fahren, 10 m einbeinig fahren, je 25 mal mit dem rechten und linken Fuß Pendeln, je 10 m mit nach vorn und nach hinten herausgenommenem Sattel fahren, je eine 360° Rechts- und Linkskurve innerhalb eines 1 m Quadrates
- Level 5: fünf verschiedene Aufstiege, rückwärts einen Kreis fahren, einbeinig eine Acht fahren, je 25 mal mit dem rechten und linken Fuß einbeinig Pendeln, je einen Kreis mit nach vorn und nach hinten herausgenommenem Sattel sowie Sattel neben der Hüfte fahren, springen mit einer 90° Drehung nach links sowie nach rechts, 10 m Reifenlaufen
- Level 6: sechs verschiedene Aufstiege, rückwärts eine Acht fahren, je eine Acht mit nach vorn und nach hinten herausgenommenem Sattel fahren, mit nach vorn herausgenommenem Sattel 10 m rückwärts fahren, je einen Kreis mit dem Sattel neben der Hüfte rechts- und linksherum fahren, je 10 m einbeinig fahren mit dem rechten und linken Fuß, Back Turn (vorwärts fahren, 180°-Drehung in einem engen Kreis, rückwärts in gleicher Richtung weiterfahren), Front Turn (rückwärts fahren, 180°-Drehung in einem engen Kreis, vorwärts in gleicher Richtung weiterfahren), Spin (sehr enge Drehung)
- Level 7: sieben verschiedene Aufstiege, rückwärts einen Kreis fahren mit nach vorn herausgenommenem Sattel, je einen Kreis einbeinig mit dem rechten und dem linken Fuß fahren, einen Kreis Reifenlaufen, 10 m einbeinig Reifenlaufen, springen mit einer 180° Drehung nach links sowie nach rechts, 10 m rückwärts mit nach hinten herausgenommenem Sattel fahren, Spin je rechts- und linksherum
- Level 8: acht verschiedene Aufstiege, je eine Acht einbeinig fahren mit dem rechten und linken Fuß, eine Acht Reifenlaufen, einbeinig im Kreis Reifenlaufen, 10 m einbeinig rückwärts fahren, 10 m gliding, 10 m Reifenlaufen mit der Hand, Pirouette, Rückwärts Spin
- Level 9: neun verschiedene Aufstiege, einbeinig in einer Acht Reifenlaufen, einbeinig rückwärts einen Kreis fahren, rückwärts eine Acht fahren mit nach vorn herausgenommenem Sattel, rückwärts einen Kreis fahren mit nach hinten herausgenommenem Sattel, je 10 m einbeinig Reifenlaufen mit dem rechten und linken Fuß, 10 m rückwärts Reifenlaufen, je 10 m Dragseat mit Sattel nach vorn und hinten, je 10 m einbeinig rückwärts fahren mit dem rechten und linken Fuß, 10 m einbeinig mit nach vorn herausgenommenem Sattel fahren, Pirouette rückwärts
- Level 10: zehn verschiedene Aufstiege, rückwärts eine Acht fahren mit nach hinten herausgenommenem Sattel, rückwärts einbeinig eine Acht fahren, je einbeinig einen Kreis Reifenlaufen mit dem rechten und linken Fuß, rückwärts einbeinig im Kreis Reifenlaufen, 180° Unispin, 10 m seitlich Reifenlaufen, 10 m coasting, 10 m seitwärts fahren, 10 m einbeinig rückwärts Reifenlaufen

## Radgrößen
Einräder gibt es üblicherweise von 12 Zoll bis 36 Zoll Raddurchmesser. Der verwendete Raddurchmesser richtet sich in erster Linie nach dem Einsatzgebiet. Standardgröße für die meisten Fahrer, besonders auch bei Anfängern, ist 20 Zoll. Allgemein gelten dabei folgende Abhängigkeiten:
- Je kleiner das Rad, desto wendiger ist es.
 Daher werden für Standard-Skill, Freestyle, Street und Flatland vorrangig 20-Zoll-Räder verwendet, im Flatlandbereich teilweise auch 19 Zoll. Jüngere Fahrer nutzen auch 16 oder 18 Zoll.
- Je größer das Rad, desto schneller kann man damit fahren und desto langsamer muss man für die gleiche Geschwindigkeit treten.
 Daher werden bei Einradrennen vorrangig Radgrößen von 24 Zoll aufwärts verwendet, im Marathonbereich haben sich 29 und 36 Zoll durchgesetzt. Allerdings gibt es für die meisten Rennen Radgrößenbeschränkungen.
- Je größer das Rad, desto einfacher lassen sich Unebenheiten überfahren.
 Daher werden beim Muni-Fahren Radgrößen von 24 Zoll aufwärts verwendet.
- Je größer das Rad, desto größer die rotierende Masse und das Trägheitsmoment.
 Dadurch braucht man bei großen Rädern mehr Kraft zum Beschleunigen, Bremsen und Lenken. Das Rad neigt bei hohen Trittfrequenzen aber auch weniger zum Schlingern.

## Richtige Sattelhöhe
Es ist wichtig, dass der Abstand zwischen Pedal und Sattel an die Körpergröße des Fahrers angepasst ist. Ein zu tiefer Sattel und falsche Fußstellung können zu Knieschmerzen führen. Die optimale Höhe hat der Sattel, wenn der Fahrer auf dem Einrad sitzt und – um das Pedal an der tiefsten Stelle zu erreichen – das Knie nur leicht gebeugt, das Bein also beinahe durchgestreckt ist. Das Pedal sollte dabei mit den Fußballen und nicht mit dem Mittelfuß getreten werden.

## Geschichte
Der Italiener Alexander Giovanni Battista Scuri war der Erste, der das Einrad nicht nur in der Theorie erfand, sondern auch erlernte, dieses dauerhaft zu balancieren und somit den Nachweis der praktischen Verwendbarkeit erbrachte. Im Jahr 1880 fuhr er auf seinem Monocycle, wie das Einrad damals auch um deutschem Sprachraum bezeichnet wurde, an einem Tag ca. 200 km weit von Mailand nach Turin. Er war davon überzeugt, dass seine Erfindung die Weiterentwicklung des damals noch jungen zweirädrigen Tretkurbelrads war und meldete es in mehreren Ländern zum Patent an. Seine Erfindung bewarb er intensiv mit artistischen Vorführungen.
Im Gegensatz zu späteren Modellen waren frühe Einräder mit einer Lenkstange ausgestattet. Mit zahlreichen Patenten wie Gegengewichten unter der Achse, Stützrädern oder Einrädern, bei denen der Fahrer im Rad saß, wurde versucht die Stabilität zu verbessern, das Einrad konnte sich aber als Fahrrad für Streckenfahrten nicht gegen zweirädrige Fahrräder durchsetzen.

## Motor- und Elektroeinrad
Sehr vereinzelt als Kunstobjekte oder Prototypen gibt es auch Motoreinräder, etwa das RIOT wheel, das Jake Lyall für das Burning-Man-Festival gebaut hat. Lediglich Einräder der Bauform Monowheel, bei denen der Fahrer im Rad sitzt, werden seit 1904 immer wieder einmal gebaut.
Aktuell werden diverse Einräder mit Elektroantrieb entwickelt:
- Ryno weist einen breiten Motorradreifen, Sattel und Lenkstange auf und übernimmt die Kontrolle, wenn der Lenker dazu tendiert, sichere Fahrzustände zu verlassen. Das Motorrad mit einem Rad soll Ende 2015 erhältlich sein.[16][17]
- Honda entwickelte seit 2009 das zehn Kilogramm leichte U3-X-Fahrzeug mit einem kleinen Rad, das vorwärts und rückwärts rollt. Dieses Rad setzt sich aus kleinen, querstehenden Kreisscheiben (Torus-Segmente) zusammen, die mit eigenem Antrieb Fahrt und Balance in seitliche Richtung bewerkstelligen. Der sitzende Passagier ruht mit den Fersen auf Fußrasten und bewirkt mit ein wenig einseitigen Zehenkontakt zum glatten Boden seitliches Bremsen und damit Kurvenfahrt.[18]
- eniCycle (2009: zwei Prototypen) ist dickbereift, gefedert und ebenfalls zum Sitzen.[19]
- Das Designkonzept Embrio von BRP (Bombardier-Rotax) sieht vor einem breiten Motorradreifen ein kleines Stützrad nur für niedrige Geschwindigkeiten unter 20 km/h vor, doch auch eine am Stand wirksame Stabilisierung gegen Kippen alleine durch Gyroskope (Kreisel) und Lenken durch Gewichtsverlagerung. Gewann 2003 einen Design-Preis einer Zeitschrift.[20]
- Solowheel (seit 2011 erhältlich) und AirWheel, auch EUC (engl. für Electric unicycle) bezeichnet, kapseln das Rad von etwa 40 Zentimeter Durchmesser und die Batterie in ein Gehäuse, das zwischen die Unterschenkel geklemmt wird, klappen bodennah seitlich zwei kleine Stehbretter aus, werden über Gewichtsverlagerung gesteuert und sind mit zwölf Kilogramm[21] Gewicht am Handgriff tragbar.[22] Manche Modelle haben zwei Räder nebeneinander.[23]
- Gyrover ist ein kreiselstabilisierter einrädriger Roboter ohne Transportkapazität. Version I weist 29 cm Durchmesser und 1,6 kg Masse auf, Version II 34 cm bzw. 2,0 kg und einen Kreisel im Vakuum. (Mit-)Entwickelt um 1996 von Yangsheng Xu, Carnegie Mellon University, Pittsburg, PA (später Hongkong).[24][25]

Unechte Einräder:
- Unomoto ist ein automatisches, elektrisch balancierendes Fahrzeug von Ben Gulak, Kanada aus 2008 mit zwei knapp nebeneinander stehenden motorradähnlichen Rädern, die dank Sturz sehr nahe beieinander am Boden aufstehen und bei seitlichem Neigen einzeln einfedern. Diese weisen ca. 65 cm Außendurchmesser und 7 cm Reifenbreite auf. Zwei Stützen dienen dem Abstellen, gesteuert wird mittels Gewichtsverlagerung.[26]
- FlyRad mit Lenker und Einradsattel ist etwa 2004 von Thomas Rank entwickelt worden, balanciert jedoch nicht, sondern unterstützt Menschen mit Inline-Skates an den Beinen bei Vortrieb und Bremsen. Man sitzt auf dem Einradsattel wie auf einem Hexenbesen, der weit hinten das Antriebsrad am Boden abstützt und vorne mit gepolsterten Schalen knienah auf die Oberschenkel drückt. Ist 2011 in Varianten ab 24 kg und 1250 € erhältlich. Alternativ kann es zum Ziehen, eventuell auch Schieben eines stehenden oder hockenden Skaters dienen.[27][28]

## Rechtliche Einstufung

### Deutschland
Das Einrad gilt als Sport- und Spielgerät im Sinne des § 24 Abs. 1 der StVO (Vergleichbar zu Inline-Skatern). Danach darf es nur auf Gehwegen, in Fußgängerzonen und in Spielstraßen fahren. Auf Fußgänger muss Rücksicht genommen werden. Wenn es nach §§ 63–67 StVZO mit Licht, Reflektoren, Klingel und Bremse ausgestattet ist, darf auch auf der Straße gefahren werden.

### Österreich
Einräder gelten in Österreich unabhängig davon, ob sie mit Muskelkraft oder motorisch angetrieben sind nach einem oberstgerichtlichem Urteil aus dem Jahr 2021 nicht als Fahrzeuge im Sinn der Straßenverkehrsordnung. Eine Verwendung ist daher auf der Fahrbahnen (einschließlich Radwegen) verboten. 
Einräder gelten als "vorwiegend zur Verwendung außerhalb der Fahrbahn bestimmte Kleinfahrzeuge". Deren Verwendung ist auf Gehsteigen und Gehwegen sowie in Wohn- und Spielstraßen erlaubt, wenn nur mit Schrittgeschwindigkeit gefahren wird und Fußgänger und andere Verkehrsteilnehmer nicht gefährdet oder behindert werden.

### Schweiz
In der Schweiz gelten Einräder als fahrzeugähnliche Geräte. Gemäß Art. 50 Verkehrsregelnverordnung dürfen sie auf Trottoirs, Radwegen, auf Straßen in Tempo-30-Zonen sowie auf Nebenstraßen (falls Radwege und Trottoirs fehlen und bei geringem Verkehrsaufkommen) benutzt werden. Es gelten grundsätzlich die gleichen Verkehrsregeln wie für Fußgänger.

## Bekannte Einradfahrer
Aufgrund der vielen Einraddisziplinen und oft noch Einteilung nach Altersgruppen gibt es unter Einradfahrern sehr viele Titel- und sogar Weltmeistertitelträger. Als Nischensportart hat das Einradfahren sich bisher aber schwer getan, Fahrer hervorzubringen, die durch ihre Leistungen auch außerhalb der Szene bekannt geworden sind, abgesehen von kurzzeitiger Kenntnisnahme durch Fernsehauftritte. Einer der bekanntesten Einradfahrer in der Szene dürfte hingegen Kris Holm (* 1973) sein, ein professioneller kanadischer Trial- und MUni-Fahrer (Trial-Weltmeister 1999, Downhill-Weltmeister 2002), der auch durch die von ihm gegründete gleichnamige Qualitätsmarke für Einräder und Zubehör namhaft geworden bzw. geblieben ist. Der bekannteste deutsche Einradfahrer ist der sechsfache Weltrekordhalter Lutz Eichholz, der in zahlreichen Fernsehshows zu sehen ist und auch in Asien ein Star ist. Auch der Österreicher David Weichenberger ist immer wieder in Zeitschriften und Fernsehen zu sehen. Als erster Mensch, der die Welt auf einem Einrad umrundete, erlangte auch der Brite Ed Pratt Bekanntheit außerhalb der Szene.
Daneben gibt es einen großen Kreis bekannter Persönlichkeiten, die auch Einrad fahren oder gefahren sind. Dazu gehören Sportler (die es zum Teil auch als Gleichgewichtstraining nutzen), so die Skifahrer Franz Klammer, Franz Weber, Ingemar Stenmark und Bode Miller, und die Formel-1-Fahrer Mika Häkkinen, Dave Kennedy, Lewis Hamilton, Nico Rosberg und Jean-Éric Vergne, ferner US-Basketballer Miles Plumlee, American-Football-Profi Steve Young und Profi-Skateboarder Rodney Mullen.
Weitere bekannte Einradler sind z. B. der ehemalige US-Verteidigungsminister Donald Rumsfeld und der Mathematiker Claude Shannon, Schauspieler Johnny Depp, Ulrich Mühe, Leslie Mann, Patrick Dempsey, Gigi Edgley und Harry Potters „Ron“ Rupert Grint, die Take-That-Mitglieder Mark Owen, Jason Orange, Howard Donald, die für ihr „Clown Medley“ auch auf der Bühne Einrad fuhren, US-Comedians Demetri Martin und Eddie Izzard, Reggae-Musiker Peter Tosh und sein Sohn Andrew Tosh, Ex-Monkee-Gitarrist Michael Nesmith
und Coldplay-Sänger Chris Martin sowie Bassist Victor Wooten.